# GOTHAM/ゴッサム
『GOTHAM/ゴッサム』（Gotham）は、ブルーノ・ヘラーが企画し、DCコミックスのバットマン・フランチャイズを基とし、青年期のジェームズ・ゴードンと少年期のブルース・ウェインを中心に描いた、ゴッサム・シティを舞台にしたアメリカ合衆国のクライム（犯罪）テレビドラマである。

## 概要
主人公である青年期のゴードンはベンジャミン・マッケンジーが演じ、ダニー・キャノンがエグゼクティブ・プロデューサーとパイロット版監督を務めている。第1シーズンは当初16話構成の予定であったが22話まで拡大され、2014年9月22日よりフォックスで放送された。2015年9月21日からは第2シーズンが、2016年9月19日からは第3シーズンが、2017年9月21日からは第4シーズンが、最終シーズンとなるシーズン5は2019年1月3日から全12話の構成で放送された。

日本では、2015年5月からAXNで第1シーズンが、2016年2月29日からは第2シーズンが、2017年3月11日からは第3シーズンが放送された。動画配信サービスではAmazonビデオとNetflixが配信している。第4シーズンは2018年11月2日にDVDがレンタル開始され、またAmazonで全話配信されている。AXNではこれらに遅れて2018年12月2日に第一話が先行放送されたのち、12月20日からレギュラー放送された。最終シーズン5は2019年9月6日よりデジタル配信され、11月6日よりDVDとBlu-rayが発売され、2020年1月9日よりAXNで放送された。

## 内容
ゴッサム・シティ警察新入りのジェームズ・ゴードンはベテラン刑事のハービー・ブロックとペアを組み、トーマスとマーサ・ウェインの夫妻殺害事件解決を目指す。捜査中、ゴードンはウェイン家の執事のアルフレッド・ペニーワースに育てられる夫妻の息子ブルースと知り合い、殺人犯逮捕をより一層決意する。道半ばでゴードンはフィッシュ・ムーニー、ドン・カーマイン・ファルコン、サルヴァトーレ・マローニといったゴッサムのマフィアたちとかかわり合いになる。最終的にゴードンはブルースと友人となり、後にバットマンとなる少年の未来を形作る手助けとなる。
本シリーズではペンギン、リドラー、キャットウーマン、ジョーカー、ポイズン・アイビー、スケアクロウ、ヒューゴ・ストレンジ、トゥーフェイス、ミスター・フリーズ、ミスター・ザーズといったバットマンの悪役達のバックストーリーも語られる。

## キャスト

### 主要キャスト
| 役名                                       | 俳優                                                           | 概要                                           |
| ------------------------------------------ | -------------------------------------------------------------- | ---------------------------------------------- |
| ジェームズ（ジム）・ゴードン               | ベン・マッケンジー                                             | 殺人課刑事                                     |
| ブルース・ウェイン                         | ダヴィード・マズーズ                                           | 両親を殺された大富豪の少年                     |
| オズワルド・“ペンギン”・コブルポット       | ロビン・ロード・テイラー                                       | 闇社会をのし上がる野心家                       |
| ハービー・ブロック                         | ドナル・ローグ                                                 | 殺人課刑事                                     |
| バーバラ・キーン                           | エリン・リチャーズ                                             | ゴードンの恋人                                 |
| サラ・エッセン                             | ザブリナ・ゲバラ                                               | 殺人課課長、後に本部長                         |
| アルフレッド・ペニーワース                 | ショーン・パートウィー                                         | ウェイン家の執事                               |
| セリーナ・“キャット”・カイル               | キャムレン・ビコンドヴァ リリー・シモンズ(最終話)              | ブルースの両親の殺人を目撃した浮浪児の少女     |
| エドワード・ニグマ                         | コーリー・マイケル・スミス                                     | 鑑識官                                         |
| カーマイン・ファルコン                     | ジョン・ドーマン                                               | マフィアの首領                                 |
| マリア・メルセデス・“フィッシュ”・ムーニー | ジェイダ・ピンケット＝スミス                                   | マフィアの幹部、ファルコンの部下               |
| レスリー・トンプキンス                     | モリーナ・バッカリン                                           | 精神科医                                       |
| ブッチ・ギルジーン (ソロモン・グランディ)  | ドリュー・パウエル                                             | フィッシュ・ムーニーの右腕                     |
| ルーシャス・フォックス                     | クリス・チョーク                                               | ウェイン・エンタープライズに所属する天才技術者 |
| テオ・ギャラバン                           | ジェームズ・フレイン                                           | 実業家、秘密結社「聖デュマ騎士団」の後継者     |
| タビサ・ギャラバン                         | ジェシカ・ルーカス                                             | テオの妹で鞭使い。                             |
| ナサニエル・バーンズ                       | マイケル・チクリス                                             | エッセン死後に赴任する警部                     |
| アイビー・ペッパー                         | クレア・フォーリー(S1-S2) マギー・ゲハ(S3-S4) ペイトン・リスト | 植物好きの浮浪児の娘                           |
| ジャービス・テッチ                         | ベネディクト・サミュエル                                       | 妹アリスを求めてゴッサムに来る催眠術師         |
| ラーズ・アル・グール                       | アレクサンダー・シディグ                                       | 影の同盟のリーダー                             |
| ソフィア・ファルコン                       | クリスタル・リード                                             | カーマイン・ファルコンの娘                     |

### リカーリング・キャスト
| 役名                                                       | 俳優                                                      | 説明                                                         |
| ---------------------------------------------------------- | --------------------------------------------------------- | ------------------------------------------------------------ |
| オーブリー・ジェームズ                                     | リチャード・カインド                                      | ゴッサム市長                                                 |
| ジョナサン・クレイン                                       | チャーリー・ターハン（幼少期）、デイビッド・W・トンプソン | 元生物教師の息子、事件で狂人となる                           |
| ガートルード・カプルプット                                 | キャロル・ケイン                                          | オズワルド・コブルポットの母親                               |
| サルヴァトーレ・マローニ                                   | デイヴィッド・ザヤス                                      | マフィアの首領、ファルコンのライバル                         |
| ライザ                                                     | マッケンジー・リー                                        | ムーニーの手下の歌手でファルコンに近づく                     |
| アルバレス                                                 | J・W・コルテス                                            | ゴッサム市警の刑事                                           |
| ミスター・ザーズ                                           | アンソニー・カリガン                                      | ファルコンが雇ってる殺し屋                                   |
| シルバー・セント・クラウド                                 | ナタリー・アリン・リンド                                  | テオ・ギャラバンおよびタビサの姪                             |
| ヒューゴ・ストレンジ                                       | B・D・ウォン                                              | 人体実験に情熱を燃やす医師、“哲学者”                         |
| エセル・ピーボディ                                         | トーニャ・ピンキンズ                                      | ストレンジ教授の助手                                         |
| バレリー・ベール                                           | ジェイミー・チャン                                        | ガゼット紙の記者                                             |
| キャサリン・モンロー                                       | レスリー・ヘンドリックス                                  | “梟の法廷”の幹部                                             |
| タロン                                                     | Brandon Alan Smith                                        | “梟の法廷”の暗殺者                                           |
| マリオ・カルヴィ                                           | ジェームズ・カルピネロ                                    | カーマイン・ファルコンの息子でレスリーの婚約者、医者         |
| フランク・ゴードン                                         | ジェームズ・レマー                                        | ジムの叔父                                                   |
| シャーマン                                                 | レイモンド・J・バリー                                     | 寺院でブルースを訓練する老師                                 |
| ジェローム・ヴァレスカ/ジェレマイア・ヴァレスカ/ジョーカー | キャメロン・モナハン                                      | サーカスのスネークダンサーと占い師の間に生まれた一卵性双生児 |
| ヴァネッサ・ハーパー                                       | Kelcy Griffin                                             | GCPDの女性刑事                                               |
| ミスター・フリーズ / ヴィクター・フライス                  | ネイサン・ダロウ                                          | ゴッサムで有名な低温物理学の技術者                           |
| プロフェッサー・ピッグ                                     | Michael Cerveris                                          | 町の汚職警官を殺害する殺人鬼                                 |
| マーティン                                                 | Christopher Convery                                       | 口のきけない孤児                                             |
| エコー                                                     | Francesca Root-Dodson                                     | ジェレマイアの右腕                                           |
| ベイン/エドアルド・ドランス                                | シェーン・ウェスト                                        | ジムの戦友                                                   |
| ナイッサ・アル・グール/テレサ・ウォーカー                  | ジェイミー・マーレイ                                      | ドランスの上司                                               |

### ゲスト・キャスト
| 役名                                | 俳優                         | 説明                                                         |
| ----------------------------------- | ---------------------------- | ------------------------------------------------------------ |
| ブリジット・パイク / ファイアフライ | ミッシェル・ヴェインティミラ | 放火魔のヴィランでセリーナの友人。                           |
| クリール神父                        | ロン・リフキン               | 聖デュマ騎士団を率いるデュマ家の縁者。                       |
| イライジャ・バン・ダール            | ポール・ルーベンス           | コブルポットの父                                             |
| アリス・テッチ                      | Naian Gonzalez Norvind       | ジャービス・テッチの妹、体内に暴力性を高めるウイルスを抱える |
| マグパイ                            | Sarah Schenkkan              | 宝石を盗み爆弾のレプリカに置き換える盗賊のヴィラン           |

## あらすじ

### シーズン1のあらすじ
新たにゴッサム市警察に加わったジェームズ・ゴードンはベテラン刑事のハービー・ブロックとペアを組み、トーマスおよびマーサ・ウェイン夫妻の殺人事件を捜査する。ゴードンはウェイン夫妻の息子のブルースとその世話をする執事のアルフレッドに会う。ギャングの手下のオズワルド・コブルポット、鑑識課員のエドワード・ニグマ、孤児のセリーナ・カイルとアイビー・ペッパー、地方検事代理のハービー・デント、医者のレスリー・トンプキンスなどが登場する。さらにゴードンは、ギャングのフィッシュ・ムーニー、カーマイン・ファルコン、サルヴァトーレ・マローニなどとも出会う。ゴードンはブルースの友人となり、やがてバットマンとなる少年に影響を与えることになる。

### シーズン2のあらすじ
一カ月後、テオ・ギャラバンが妹タビサ・ギャラバンと聖デュマ騎士団の力を借りてゴッサム・シティの市長となり、ウェイン家に復讐しようとする。テオは殺されるが、ゴッサム警察はヴィクター・フライスに手を焼く。アーカム・アサイラムとウェイン・エンタープライズがひそかに所有するインディアン・ヒルでは、ストレンジ教授が狂気の実験を行う。

### シーズン3のあらすじ
市長となったコブルポットはニグマへの愛情がもつれて憎みあうようになり、それぞれヴィランを味方につけて抗争する。ムーニーとバーバラは死に、ニグマは冷凍される。人を凶暴化させるウイルスが出現し、ファルコンの息子である感染した婚約者をゴードンに殺されたリーは復讐を謀る。昔からゴッサムを支配してきた"梟の法廷"は、ゴッサムを一度崩壊させてから再生させようと、ウイルスを市中に放つ。ゴードンの尽力でウイルスの危機は去るが、リーはゴッサムを去る。ブルースは誘拐されてシャーマンに修業を受け洗脳される。シャーマンは"梟の法廷"を皆殺しにした後、アルフレッドに殺される。師を殺されたブルースはアルフレッドを刺して洗脳が解け、ゴッサムの犯罪と闘い始める。

### シーズン4のあらすじ
ゴッサム警察と犯罪者を傘下に入れたコブルポットに対抗するため、ゴードンは引退したカーマイン・ファルコンに助力を求める。娘のソフィアがゴードンを警部にし、父を暗殺し、コブルポットを陥れてゴッサムの犯罪者を自分の傘下に入れる。リーはゴッサムの下層地域ナローズで指導者となって、解凍されたニグマと協力するようになり、ソフィアを倒す。バーバラはラーズによって復活させられる。ブルースは試作品のスーツを着て犯罪を取り締まるが、ラーズを殺し、その罪の意識から放蕩にふける。ラーズは復活し再び殺される。アーカムから脱走したジェロームはゴッサムを狂気に陥れようとして死に、双子のジェレマイアがその役割を引き継ぎ、ゴッサム中に爆弾を仕掛ける。橋が爆破されてゴッサムは本土から孤立し、ゴードンら少数の警察、ブルース、そして犯罪者たちが避難民とともに残る。

### シーズン5のあらすじ
孤立したゴッサムでは物資が不足し治安が悪化する。ゴードン、ブルース、GCPDは避難民を守る。重症を負ったセリーナはアイビーによって回復させられ、ジェレマイアを狙う。ラーズ・アル・グールの娘のナイッサは父を殺したブルース、バーバラ、そしてゴッサム全体に復讐を誓い、ニグマやリーを操ってテロを起こす。部下でゴードンの戦友のドランスをストレンジに改造させてベインとし、軍を操ってゴッサム壊滅を図る。バーバラはゴードンの子を産むが、ゴードンはリーと結婚する。ペンギンとニグマは潜水艦で脱出を図るが、残って軍と戦い街を守ることにする。軍がベインに刃向かってゴッサムは守られ、ナイッサは潜水艦を盗んで脱出する。ゴッサムは本土と再び繋がれ、ゴードンは警察本部長となり、自らの行動が多くの人々の死を招いたブルースは街を離れる。
10年後、ブルースはゴッサムに戻りバットマンのコスチュームでヴィランと戦い始める。

## エピソード
| シーズン | シーズン | 話数 | 話数 | 放送期間      | 放送期間      |
| シーズン | シーズン | 話数 | 話数 | 初回放送      | 最終回放送    |
| -------- | -------- | ---- | ---- | ------------- | ------------- |
|          | 1        | 22   | 22   | 2014年9月22日 | 2015年5月4日  |
|          | 2        | 22   | 22   | 2015年9月21日 | 2016年5月23日 |
|          | 3        | 22   | 22   | 2016年9月19日 | 2017年6月5日  |
|          | 4        | 22   | 22   | 2017年9月21日 | 2018年5月17日 |
|          | 5        | 12   | 12   | 2019年1月3日  | 2019年4月25日 |

### シーズン1
| 通算 No. | No. | 日本語題 原題                                | 監督                     | 脚本                           | 放送日         | 合衆国 視聴者数 (百万人) |
| --- | --- | -------------------------------------------- | ------------------------ | ------------------------------ | -------------- | ------------------------ |
| 1 | 1   | "正義の消えた街" "Pilot"                     | ダニー・キャノン         | ブルーノ・ヘラー               | 2014年9月22日  | 8.21                     |
| 有力者のトーマス（グレイソン・マッコーチ）とマーサ・ウェイン（ブレット・テイラー）が殺害され、路上孤児のセリーナ・カイルが目撃する。新人刑事のジェームズ・ゴードンはパートナーのハービー・ブロックと共に事件の担当となってウェイン家の息子のブルースと会い、自分と同じく父親の死を目の当たりにした彼に共感する。容疑者のペッパーにたどり着くが逃亡され、ブロックはペッパーを射殺する。事件は解決したように見えたが、フィッシュ・ムーニーのギャングの下っ端のオズワルド・コブルポットがゴッサム市警重犯罪課のレニー・モントーヤとクリスパス・アレンに、ペッパーは濡れ衣を着せられていたと密告する。ゴードンとブロックはムーニーに殺されそうになり、彼女のボスのカーマイン・ファルコンによって助けられる。これと引き換えにファルコンはコブルボットの始末を二人に命じるが、ゴードンはコブルポットの死を偽装し、二度とゴッサムに戻らないように言う。二人は表向きはウェイン夫妻殺害事件を解決していたことにするが、ゴードンはブルースとその執事のアルフレッド・ペニーワースにだけ真実を伝える。 |     |                                              |                          |                                |                |                          |
| 2 | 2   | "セリーナ・カイル" "Selina Kyle"             | ダニー・キャノン         | ブルーノ・ヘラー               | 2014年9月29日  | 7.45                     |
| ゴードンとブロックは、ドールメーカーことフランシス・ドゥルマチャー博士の指揮下でホームレス支援プログラムのメンバーを装い、麻酔薬を使って浮浪児達を誘拐するパティ（リリ・テイラー）とダグ（フランク・ホエーリー）を捜査する。一方オズワルド・コブルポットは賃貸トレーラーに隠れ、ゴッサムに戻る計画を立て始める。市長は浮浪児を保護して郊外の施設に送り込もうとする。パティとダグはセリーナ・カイルを含む浮浪児達が乗るバスをハイジャックする。ゴードンとブロックが到着してパティとダグを逮捕し、セリーナを助ける。セリーナはゴードンに、ウェイン夫妻殺害を目撃したと話す。 |     |                                              |                          |                                |                |                          |
| 3 | 3   | "バルーンマン" "The Balloonman"              | ダーモット・ダウンズ     | ジョン・スティーヴンス         | 2014年10月6日  | 6.36                     |
| ゴードンとブロックは腐敗したゴッサム市民を気象観測気球で吊るし上げる自警団員「バルーンマン」を捜査する。モントーヤとアレンはコブルポットの件をゴードンに質問する。コブルポットはムーニーへの復讐の為ゴッサムのレストランの仕事を得て、そのレストランのオーナーでマフィアのドンでもあるサルヴァトーレ・マローニの友人となる。ファルコンがムーニーの愛人を痛めつけた仕返しにムーニーはファルコンの愛人のナターリアを強盗で痛めつけるように指示する。バルーンマンの正体はゴッサムに絶望したソーシャルワーカーのデイヴィス・ラモンド（ダン・バッケダール）だった。ラモンドは逮捕されるが、自分の後にも多くの者が続くであろうと警告する。帰宅したゴードンをコブルポットが訪問する。 |     |                                              |                          |                                |                |                          |
| 4 | 4   | "アーカム" "Arkham"                          | TJ・スコット             | ケン・ウッドラフ               | 2014年10月13日 | 6.39                     |
| アーカム地区再開発計画をめぐりファルコンとマローニが抗争する。謎の殺し屋(ハキーム・ケイ＝カジーム)が計画に関わる議員を殺す。マローニのレストランが覆面をした3人の男に襲われた際に現金の入った袋を守ったコブルポットは殺された支配人の後釜となる。ムーニーは仕事を巡って二人の歌手を闘わせ、ライザが勝ち残る。市長はファルコンとマローニがアーカム計画の仕事を分け合うと発表する。覆面の3人の男たちは実はコブルポットに雇われており、コブルポットは毒入りカンノーロで口封じをする。 |     |                                              |                          |                                |                |                          |
| 5 | 5   | "負の遺産" "Viper"                           | ティム・ハンター         | レベッカ・ペリー・カッター     | 2014年10月20日 | 6.09                     |
| ブルースはウェイン・エンタープライズの理事会に出てアーカム計画の不審点を問い質そうとする。超人的な力を与えるが死に至らしめる麻薬"ヴァイパー"が街に出回る。マローニはファルコンのカジノを襲う。ゴードンは、ウェイン・エンタープライズの子会社ウェルザインの元従業員がヴァイパーを配っている事実を知る。ヴァイパーはより強力な"ヴェノム"の試作品だと分かるが、従業員が死に手掛かりが消える。ムーニーは愛人のニコライとともにファルコンを裏切ろうとし、変装したライザはファルコンに近づく。 |     |                                              |                          |                                |                |                          |
| 6 | 6   | "ヤギの悪魔" "Spirit of the Goat"            | TJ・スコット             | ベン・エドランド               | 2014年10月27日 | 5.89                     |
| 10年前、仮面をつけた連続殺人犯"ヤギの悪魔"が上流階級の第一子を狙い、若き日のブロックが容疑者ミルキーを射殺した。10年後の現在、少女が同じやり方で殺され、遺体の頭の中に1セント硬貨が見つかるが、これはブロックと当時のパートナーだけが知る"ヤギの悪魔"の特徴である。模倣犯はブロックとゴードンに逮捕され、ミルキーと同じ精神科医に操られていたことが分かる。モントーヤとアレンがコブルポットの殺人事件の目撃者を見つけてゴードンとブロックを逮捕しようとする時、コブルポットが警察署に現れる。 |     |                                              |                          |                                |                |                          |
| 7 | 7   | "ペンギンの狡計" "Penguin's Umbrella"        | ロブ・ベイリー           | ブルーノ・ヘラー               | 2014年11月3日  | 6.63                     |
| ゴードンはバーバラをバスターミナルに連れて行き、ゴッサムから離れろと言う。ゴードンはファルコンの手下のヴィクターに警察署で襲われるが、モントーヤとアレンに助けられる。コブルポットはマローニの手下をニコライの隠れ家に連れて行き、ニコライもろとも殺す。マフィア同士の争いは、土地の取引で手打ちとなる。ブロックとゴードンは市長とファルコンを逮捕しようとするが、ヴィクターがバーバラを人質に取ったために断念する。ファルコンが鳥の世話をしているところをコブルポットが訪れる。すべてコブルポットの思い通りに運んでいると、ファルコンは言う。フラッシュバックで、コブルポットとファルコンは組んでいて、コブルポットがスパイとしてマローニの手下に入り込んだこと、ムーニーとニコライの陰謀をコブルポットがファルコンに教えたことが分かる。 |     |                                              |                          |                                |                |                          |
| 8 | 8   | "仮面に隠された狂気" "The Mask"              | ポール・エドワーズ       | ジョン・スティーヴンス         | 2014年11月10日 | 6.35                     |
| ゴードンとブロックは、殺人を見せ物にするファイトクラブを捜査する。ブルースは学校に戻り、両親の死を馬鹿にされて虐められ、アルフレッドに頼んで戦い方を学ぶ。ライザはムーニーがいずれファルコンを殺すつもりだと知り忠誠心が揺らぎ始めるが、ムーニーに命じられてファルコンの台帳を盗みだす。ファルコンに逆らったゴードンは警察内で孤立するが、ゴードンが捕えられた時、ブロックは警察の仲間の助けを得る。セリーナは洋服店の窃盗で逮捕される。 |     |                                              |                          |                                |                |                          |
| 9 | 9   | "ハービー・デント" "Harvey Dent"             | カレン・ガヴィオラ       | ケン・ウッドラフ               | 2014年11月17日 | 6.49                     |
| ゴードンはセリーナをウェイン家の屋敷に預ける。殺されたニコライの復讐を謀るロシア・マフィアが護送中の爆弾魔ハーグローブを誘拐し、ファルコンの金庫を狙うが失敗する。ハービー・デント検事は富豪のラブクラフトがウェイン殺しの陰にいると疑う。コブルポットは、ライザがムーニーのスパイだと知っているとライザに言う。ゴッサム市長は記者会見で、アーカム・アサイラムを再開してハーグローブを含む精神病の犯罪者を収容すると発表する。バーバラはゴードンから去り、モントーヤのもとに戻る。 |     |                                              |                          |                                |                |                          |
| 10 | 10  | "幼き逃亡者" "Lovecraft"                     | ガイ・ファーランド       | レベッカ・ダメロン             | 2014年11月24日 | 6.05                     |
| コッパーヘッドの率いる暗殺者がウェイン屋敷に侵入し、アルフレッドはブルースとセリーナを逃がす。アルフレッドは二人を探してくれとゴードンとブロックに頼む。コブルポットは、スパイがいるとファルコンに言う。デントは、ディック・ラブクラフトが暗殺者を雇ったと疑う。ファルコンは金庫を守れなかった幹部を殺し、幹部からの上納金を値上げする。セリーナは、ブルースではなく自分が狙われていると言い、浮浪児たちの住む地下に連れていく。二人はポイズン・アイビー(アイビー・ペッパー)から故買屋のクライドがナローズ通りにいると聞く。ゴードンがラブクラフトに会うと、ラブクラフトは自分も狙われていると言い、ウェイン・エンタープライズの株式に関するファイルを渡す。暗殺者達がゴードンを昏倒させ、銃を奪ってラブクラフトを殺す。ブルースとセリーナはクライドを訪ねるが、捕えられて暗殺者に殺されそうになり、そこにブロックとアルフレッドがやって来る。コッパーヘッドはブルースにセリーナの居所を教えろと迫る。クライドは逮捕され、ラブクラフトは自殺として処理され、市長はゴードンをアーカム・アサイラムに左遷させる。セリーナはブルースにキスする。 |     |                                              |                          |                                |                |                          |
| 11 | 11  | "操り人形" "Rogues' Gallery"                 | オズ・スコット           | スー・チョン                   | 2015年1月5日   | 7.06                     |
| ゴードンはアーカム・アサイラムの警備担当へと左遷され、理事長のジェリー・ラング博士(イザイア・ウィットロック・Jr)の下で働くことになる。勤務開始早々、ゴードンはレスリー・トンプキンス博士(モリーナ・バッカリン)の助けを得て囚人への連続傷害事件を捜査する。ムーニーはファルコンを追い落とす計画を副首領のサヴィアーノと話し合う。サビアノは自分が新しい首領になるつもりだが、ムーニーは自分がなろうとする。コブルポットはマローニにみかじめ料を払う漁師に値上げを強要して逮捕される。ゴードン、ブロックそしてエッセンはジャック・グルーバーが囚人傷害事件の犯人であると知るが、グルーバーは仲間のダンジングと共に、ラング博士を殺して脱走する。マローニはごう慢を糺すために逮捕させたとコブルポットに言い、保釈させる。サビアノはブッチを仲間に迎えようとするが、ブッチに殺される。 |     |                                              |                          |                                |                |                          |
| 12 | 12  | "電気処刑人" "What the Little Bird Told Him" | イーグル・エギルッソン   | ベン・エドランド               | 2015年1月19日  | 6.50                     |
| グルーバーとダンジングはアーカム・アサイラムから脱走してゴッサムで暴れ始める。24時間以内にグルーバーを逮捕すれば刑事に復帰させると、本部長がゴードンに約束する。検視官のエドワード・ニグマは、グルーバーがかつてマローニに裏切られた銀行強盗のジャック・ブチンスキーだと言う。ムーニーはライザを誘拐する。ゴードンとブロックはマローニを警察署に保護し、ブチンスキーを誘い出す。ムーニーは、組織を引き渡せば、ライザとファルコンを無事にイタリアに出国させるとファルコンに言う。ブチンスキーはマローニを求めて警察署を攻撃する。ゴードンはニグマから渡されたゴム靴で電撃から守られてブチンスキーを逮捕し、刑事に復帰する。コブルポットはライザがムーニーの手下であるとファルコンに教える。ファルコンはムーニーのクラブに行き、ライザを絞め殺す。ファルコンの手下はムーニーとブッチを捕え、ファルコンはコブルポットにムーニーを嘲る機会を与える。レスリーはゴードンに接近する。 |     |                                              |                          |                                |                |                          |
| 13 | 13  | "警察の闇" "Welcome Back, Jim Gordon"        | ウェンディ・スタンツラー | ミーガン・モスティン＝ブラウン | 2015年1月26日  | 6.04                     |
| ムーニーはファルコンの手下のボブに拷問される。ブロックはゴードンをアーノルド・フラスに引き合わせる。自殺を目撃した掃除夫は警察署で殺され、ニグマはアイスピックが凶器だと言う。ゴードンは警官の仕業と見るが、エッセンは捜査するなと言う。スイス帰りのブルースはアイビーに出くわし、セリーナへの伝言を託す。ブッチは脱走し、ボブを殴り倒してムーニーを救い出す。記録保管室でフラスは、クリステンに恋するニグマをからかう。コブルポットはムーニーのナイトクラブを横取りする。ヴィクター・ザーズがボブを見つけて殺す。セリーナがブルースを訪ねて自分にはかまうなと言い、ブルースの両親の殺人犯の顔は見なかったと言う。ゴードンはフラスが掃除夫殺しに関わった証拠を見つけ、逮捕する。ムーニーはブロックに助けられ街を離れるが、コブルポットへの復讐を誓う。 |     |                                              |                          |                                |                |                          |
| 14 | 14  | "究極の恐怖" "The Fearsome Dr. Crane"        | ジョン・ベーリング       | ジョン・スティーヴンス         | 2015年2月2日   | 5.79                     |
| ゴードンとブロックは、恐怖症克服のグループの会員に各自の最大の恐怖を与えて殺し、コルチゾールを大量に生成した副腎を切り取る連続殺人犯を捜査する。ブルースは、両親の殺人犯を逮捕すると言う約束からゴードンを解放する。ゴードンとブロックは殺人犯がトッドと名乗るグループの会員であり、本名がジェラルド・クレイン(ジュリアン・サンズ)であることを知る。二人は犠牲者を救い出すがジェラルドは逃げる。マローニはムーニーからコブルポットが裏切っていたと聞いて殺そうとするが、コブルポットは逃げ教会のバスでゴッサムに戻る。ニグマは勝手に死体を解剖したために謹慎させられ、苦情を申し立てた検視官のゲラを、遺体窃盗をでっち上げて陥れる。ゴードンはレスリーと付き合い始め、ゴッサム警察の検視官の口が空いたと教える。ムーニーは船でゴッサムを離れるが、傭兵たちに襲われる。 |     |                                              |                          |                                |                |                          |
| 15 | 15  | "スケアクロウ" "The Scarecrow"               | ニック・コパス           | ケン・ウッドラフ               | 2015年2月9日   | 5.63                     |
| ムーニーは誘拐されて収容所で目を覚ます。ブルースは一人でハイキングに行き怪我をする。ファルコンはムーニーのナイトクラブをコブルポットに任せ、改装しろと言う。ファルコンはマローニと会い、コブルポットを殺さないかわりに判事を一人マローニに引き渡すことで合意する。レスリーはゴッサム警察の検視官となる。ゴードンとブロックはジェラルド・クレインの背景を調べ、生物の教師であり、妻が火事で死んだ時に恐怖のため助けられなかった過去を持つ事を知る。ジェラルドは副腎を集めて恐怖に立ち向かう血清を作ろうとしている。二人はジェラルドの家を見つけるが、ジェラルドは息子のジョナサンに大量の血清を注射した後、撃たれて死に、ジョナサンは病院に運ばれる。ムーニーは囚人のリーダーのメイスを殺し、収容所が肉体器官を摘出する場所であると知る。改装されオズワルドの店と改称されたコブルポットの店の開店パーティーにマローニがやって来て、ファルコンが死んだらコブルポットを殺すと言う。病院で、医者はジョナサンに注射された血清が、彼の抱える一番の恐怖－案山子の幻覚を見せており、正気を無くしたと告げる。 |     |                                              |                          |                                |                |                          |
| 16 | 16  | "笑う男" "The Blind Fortune Teller"          | ジェフリー・ハント       | ブルーノ・ヘラー               | 2015年2月16日  | 6.19                     |
| バーバラがゴッサムの自宅に戻るとアイビーとセリーナがいる。ムーニーは囚人を組織して臓器摘出を強いる収容所から逃げ出そうとし、マネージャーと話したいと看守に強要する。サーカスのスネーク・ダンサーのライラが殺され、ゴードンとレスリーが捜査する。ピエロと軽業師が疑われるが、ライラの息子ジェロームが犯行を自白。動機は母のアルコール乱用だったと大笑いする。コブルポットのクラブの客は減り始め、ヴィクターは拷問して人格の変わったブッチを、クラブ経営に役立つとコブルポットに渡す。バーバラはゴードンがレスリーとキスをするのを見て、よりを戻すのはやめる。ブルースはウェイン・エンタープライズの重役会で、会社が犯罪に関わっていることに懸念を示す。 |     |                                              |                          |                                |                |                          |
| 17 | 17  | "レッドフード" "Red Hood"                    | ネイサン・ホープ         | ダニー・キャノン               | 2015年2月23日  | 6.53                     |
| ゴードンとブロックは盗んだ金をばらまく銀行強盗を追うが、隠れ家でレッドフードと呼ばれる一員が死んで見つかる。別の男がレッドフードのマスクを被って別の銀行を襲うが、怪我をして見つかる。警察は残りのギャングを銃撃戦で制圧する。ムーニーは、ドールメーカーが収容所を運営していることを知る。眼球を摘出されそうになり、ムーニーは自らえぐり出して潰し気を失う。マローニの妨害のため、コブルポットはレストランで提供する酒の確保に苦労するが、ブッチが手下を使って解決する。アルフレッドの戦友のレジナルド・ペインがウェイン邸を訪ねて来て泊る。翌日、ペインは書類を盗みアルフレッドを刺して逃げ、ウェイン・エンタープライズの重役に渡す。 |     |                                              |                          |                                |                |                          |
| 18 | 18  | "それぞれの弱み" "Everyone Has a Cobblepot"  | ビル・イーグルス         | ミーガン・モスティン＝ブラウン | 2015年3月2日   | 6.10                     |
| 入院したアルフレッドはペインを犯人として名指しすることを拒む。ローブ本部長がフラスを釈放し復職させる。ブロックが、かつてチンピラ殺しをしたことをネタにローブに脅迫され、証拠を否定したことがわかる。ゴードン、デント、ブロックはローブの昔の相棒を尋問し、彼がファルコンと繋がることを知る。ゴードンとブロックはコブルポットの助けを得て、ローブの郊外の農場を調べ、屋根裏でローブの気のふれた娘ミリアムを見つける。母親を殺したというミリアムの告白を利用して、ゴードンはローブがブロックを脅迫するのをやめさせ、警察組合長に推薦させる。ムーニーはドールメーカーに青い瞳を与えられ、その右腕となるためのテストを受ける。ムーニーは、収容所が孤島にあることを知る。 |     |                                              |                          |                                |                |                          |
| 19 | 19  | "街に巣食う鬼" "Beasts of Prey"              | イーグル・エギルッソン   | ケン・ウッドラフ               | 2015年4月13日  | 4.50                     |
| ゴードンの警告に背いて、ブルースはセリーナの手を借りてペインを探す。ペインはウェイン・エンタープライズの重役バンダースロウに雇われたと告白する。ブルースが調べていることを重役に密告するとペインが脅すと、ブルースは躊躇するがセリーナが窓から突き落として殺す。ゴードンとブロックは未解決事件を再捜査する。ニグマが現場で見つけた壊れたハートを見たブロックは連続殺人犯の"鬼"(オーガ)の犯行と知り、捜査する刑事は皆愛する人を殺されると言う。フラッシュバックで、オーガは若い娘を幽閉するが、欲望が満たされないことに気付いて殺す。ローブ本部長が意図的に自分を捜査に巻き込んだ事を知り、それでもゴードンはオーガを追うが、その次はお前だとローブに警告する。コブルポットはバーの所有者と買収の交渉をするが、真の目的はバーに来るマローニを殺すことにある。ムーニーは囚人仲間とドールメーカーの島を脱出するが、ヘリコプターの離陸中に撃たれる。 |     |                                              |                          |                                |                |                          |
| 20 | 20  | "オーガの正体" "Under the Knife"             | TJ・スコット             | ケン・ウッドラフ               | 2015年4月20日  | 4.44                     |
| オーガはゴードンに電話し、捜査を止めないと愛する人を殺すと脅す。ゴードンとブロックはオーガの最初の事件を調べる。ブルースとセリーナはバーバラと一緒にウェイン・エンタープライズのチャリティー・パーティーに出て、ペインを雇った重役バンダースロウから金庫のカギを盗む。コブルポットはマローニを殺すためにアイルランド人の殺し屋オコーナーを雇うが、マローニはクラブに来てコブルポットの母親ガートルードに会い、息子は殺人犯だと教える。コブルポットはマローニに報いを受けさせると誓う。ニグマは想いを寄せるクリスティンを暴力的なボーイフレンドのドアティー刑事から守ろうとして一線を超え、何度もナイフを刺して人格が崩壊する。ゴードン、ブロック、エッセンは、オーガーがコンスタンス・ヴァン・グルートの執事のジェイコブ・スコリムスキーの醜い息子のジェイソンだと知る。ジェイソンはコンスタンスを母であると妄想したが拒否されて怒りのあまり殺し、顔を整形して名前を変え、整形外科で最初の被害者と知り合っていた。ゴードンは、オーガが自分とバーバラが恋仲であったことを知っており、バーバラが危険であると知る。ゴードンはバーバラを探すが、オーガはバーバラを自分のアパートに連れ込んでいる。 |     |                                              |                          |                                |                |                          |
| 21 | 21  | "狡計の行方" "The Anvil or the Hammer"       | ポール・エドワーズ       | ジョーダン・ハーパー           | 2015年4月27日  | 4.58                     |
| ジェイソンはオーガとしての正体をバーバラに現わして拘束し、ナイフで脅して次の犠牲者を選ばせる。ゴードンとブロックはオーガのアジトがゴッサム・ロイヤル・ホテルにあることを知るが、既にオーガはバーバラと彼女の両親の屋敷に移動し、両親を殺している。ニグマは検視室でドアティー刑事の遺体を処理し、街を離れるという偽の手紙を書く。ブルースは金庫の鍵を持ってウェイン・エンタープライズのバンダースロウの部屋に忍び込むが、そこにバンダースロウが現れて書類は全部移したと言う。バンダースロウはブルースの父も祖父も会社の違法活動を知りながら沈黙していたと言う。バンダースロウはルーシャス・フォックスにブルースを連れ出させるが、ブルースの父親は違法活動は知っていたが認めてはいなかったとルーシャスはブルースに語る。オコーナーによるマローニ暗殺は失敗に終わり、ファルコンとマローニの争いを始めようとするコブルポットの策略であったとわかる。ゴードンとブロックはバーバラの両親の屋敷に行き、オーガと戦う。オーガはバーバラにナイフを突き付けるが、ブロックが気をそらした隙にゴードンはオーガを射殺する。後にゴードンは、バーバラを愛していないとレスリーに語る。良心の呵責に堪えかねたブルースは、セリーナがレジーを殺し、バンダースロウの部屋に行ったことをアルフレッドに認める。アルフレッドはブルースの父が善人だったと言うが、ブルースは善人にも秘密があると言う。マローニが各所でファルコンの手下を殺し、エッセンはギャングの抗争に備えて署員の休みを取り消す。 |     |                                              |                          |                                |                |                          |
| 22 | 22  | "街の存亡" ""All Happy Families Are Alike""  | ダニー・キャノン         | ブルーノ・ヘラー               | 2015年5月4日   | 4.93                     |
| ファルコンとマローニの抗争は激化する。オーガの死後、バーバラはレスリーの心理カウンセリングを受ける。襲撃で怪我をしたファルコンは入院し、コブルポットとブッチがファルコンを殺して後釜に座ろうとするが、ゴードンが阻止する。ブロックの助けでゴードンはマローニの手下の襲撃からファルコンを守り、コブルポットとブッチとともにファルコンの隠れ家に連れていく。だがそこにはセリーナを含むムーニーの手下が待ち受けて彼らを捕える。ムーニーはマローニと交渉するが、マローニはムーニーを見下して殺される。ギャングの銃撃戦が始まり、ゴードン、ブロック、ファルコンは脱出するがセリーナに再び捕えられる。脱出していたコブルポットがマシンガンを持って戻り、ゴードン、ブロック、ファルコンは脱出する。コブルポットはムーニーとブッチを追いかけて屋根に上り、ムーニーは水面に落ちる。この間、バーバラはレスリーを殺そうとするがレスリーに反撃されて圧倒され、そこにゴードン、ブロック、ファルコンが到着する。クリステンは失踪したドアティー刑事の手紙についてニグマを問い詰めるが、ニグマはしらを切り再び人格崩壊を迎える。父が秘密を持っていたと信じるブルースは書斎を捜索し、本に隠された装置を見つけて暖炉の裏の秘密の階段が現れる。 |     |                                              |                          |                                |                |                          |

### シーズン2
シーズン2前半にはRise of the Villains、後半にはWrath of the Villainsという副題が付けられている。
| 通算 No. | No. | 日本語題 原題                                      | 監督                   | 脚本                             | 放送日         | 合衆国 視聴者数 (百万人) |
| --- | --- | -------------------------------------------------- | ---------------------- | -------------------------------- | -------------- | ------------------------ |
| Rise of the Villains |     |                                                    |                        |                                  |                |                          |
| 23 | 1   | "大義のために" "Damned If You Do..."               | ダニー・キャノン       | ブルーノ・ヘラー                 | 2015年9月21日  | 4.57                     |
| ゴードンは解雇され、ブロックも辞職する。警察内部の腐敗を一掃しようと決めたゴードンは、ゴッサム・シティの組織犯罪のボスとなったコブルポットと取引をする。ゴードンはストリップ・クラブの店主から借金を取り立てようとして殺してしまう。コブルポットに脅されたローブはゴードンを刑事に復職させ、本部長職を辞職してエッセンが後を継ぐ。一方、バーバラら犯罪者がアーカム・アサイラムを脱走する。脱走犯らはテオ・ギャラバンの仲間になってゴッサムに混乱をもたらそうとするが、シオニスは拒否して殺される。ブルースとアルフレッドは秘密の部屋でトーマス・ウェインのメモを見つける。 |     |                                                    |                        |                                  |                |                          |
| 24 | 2   | "悪の浸食" "Knock, Knock"                          | ロブ・ベイリー         | ケン・ウッドルフ                 | 2015年9月28日  | 4.65                     |
| アルフレッドがブルースを守るために父親のコンピューターを壊し、ウェインはアルフレッドを解雇するが訓練してもらうことを条件に翻す。アルフレッドはルーシャスを仲間に入れる。テオは市長を誘拐し、アーカム・アサイラムの脱走者は連続殺人を始め、ゴッサム警察署を襲撃してエッセンら多くを殺す。ブロックが婚約者の反対を押して警察に戻る。 |     |                                                    |                        |                                  |                |                          |
| 25 | 3   | "最後の笑い" "The Last Laugh"                      | イーグル・エギルッソン | ジョン・ステファンス             | 2015年10月5日  | 4.33                     |
| ブロックが警察に復帰し、ゴードンと共にジェロームを捜索する。ジェロームはチャリティパーティの出席者を人質にし、市長代理を殺す。ブルースを殺そうとした時、テオがTVカメラの前でジェロームを殺してヒーローとなる。ジェロームの笑いと暴力はゴッサム中に伝染する。 |     |                                                    |                        |                                  |                |                          |
| 26 | 4   | "アルファ部隊" "Strike Force"                      | T.J. スコット          | ダニー・キャノン                 | 2015年10月12日 | 4.17                     |
| ゴッサム警察立て直しのためにナサニエル・バーンズ警部が赴任してゴードンを右腕とし、新人からなるアルファ部隊を結成する。テオはコブルポットの母親を捕えて脅迫し、市長選のライバルとなる候補たちを殺させる。アルフレッドはブルースに近づくなとセリーナに言う。ブルースはテオの姪(シルバー・セント・クラウド)に会う。ニグマはクリステンと初めてのデートをする。 |     |                                                    |                        |                                  |                |                          |
| 27 | 5   | "粛清" "Scarification"                             | ビル・イーグルス       | ジョーダン・ハーパー             | 2015年10月19日 | 4.19                     |
| テオの選挙のため、ブッチはセリーナを通じて放火魔のパイク兄弟を雇い火事を多発させる。兄弟に虐待される義妹のブリジット(ミッシェル・ヴェインティミラ)が、ウェイン・エンタープライズに忍び込んで古いナイフを盗み出す。コブルポットは、ブルースの先祖のジョナサンが、妹に手を出したケイレブ・デュマをそのナイフで不具にし、追放されたデュマ家が家名をギャラバンに変えたことを知る。パイク兄弟は放火を続け、ブリジットは逃げようとして突撃隊の一人を殺す。ゴードンはゴッサムの腐敗を無くすためにテオを支持する。クリール神父は、ウェイン家への復讐は近づきブルースは死ぬことになると言う。コブルポットはブッチの左手を切り落とす。                                                         |     |                                                    |                        |                                  |                |                          |
| 28 | 6   | "運命の炎" "By Fire"                               | T.J. スコット          | レベッカ・ペリー・ハーパー       | 2015年10月26日 | 4.324.32                 |
| ブリジットはセリーナの助けでゴッサムを出ようとするが、パイク兄弟につかまって虐待され、逆襲して兄弟を殺す。テオはウェイン・エンタープライズの腐敗を一掃するとブルースに申し出る。ブッチはテオに近づいてコブルポットの母親の場所を探しだす。ブリジットはアルファ部隊に追い詰められ大火傷を負い、死亡と発表される。ニグマはドアティ殺しを告白した後、クリステンを殺してしまう。防火服が肉体と一体化したブリジットはウェイン・エンタープライズの秘密病院インディアン・ヒルで治療を受ける。 |     |                                                    |                        |                                  |                |                          |
| 29 | 7   | "覚醒" "Mommy's Little Monster"                    | ケネス・フィンク       | ロバート・ハル                   | 2015年11月2日  | 4.27                     |
| ブッチはコブルポットを母親のもとに連れて行くが、ギャラバン兄妹が待ち伏せする。洗脳のとけたブッチは裏切り、タビサがコブルポットの母親を殺す。市長となったテオはコブルポットの逮捕を命じる。ゴードンはテオを疑い、ブッチを捕えて訊問してテオがコブルポットの母親を殺したことを知る。その夜、テオは祝賀会を開いてコブルポットをおびき寄せ、ゴッサム警察が待ち伏せするがコブルポットは逃げる。ゴードンは真相を暴露するとテオに告げる。クリステンの死後、ニグマの二重人格が表に出る。 |     |                                                    |                        |                                  |                |                          |
| 30 | 8   | "ブルースの決断" "Tonight's the Night"             | ジェフリー・ハント     | ジム・バーンズ                   | 2015年11月9日  | 4.11                     |
| ギャラバンの企みで、バーバラはゴッサム警察に来てギャラバンの犯罪の証拠に案内すると言う。ギャラバンは、ウェイン・エンタープライズの経営権と両親の殺人犯の情報を交換するとブルースに持ちかける。バーバラの指示に従ってゴードンと突撃隊が向かうが待ち伏せされ、ゴードンはバーバラと結婚式を挙げるはずだったゴッサム大聖堂で目覚める。突撃隊が教会に現れ、バーバラは高所から落ちて重傷を負う。突撃隊はバーバラの情報によりジェームズ市長を見つける。ブルースはテオの申し出を断り、ゴードンはテオを逮捕するが、テオは殺人犯の情報を隠滅する。ニグマはクリステンを埋葬しようとして、傷ついたペンギンを見つける。                                                                           |     |                                                    |                        |                                  |                |                          |
| 31 | 9   | "黒い友情" "A Bitter Pill to Swallow"              | ルイス・ショー・ミリト | ミーガン・モスティン=ブラウン    | 2015年11月16日 | 4.35                     |
| タビサは殺し屋の元締めに金を払ってゴードンを殺そうとする。ブルースは両親を殺した犯人の情報をシルバーから得ようとするがアルフレッドに阻止される。セリーナはシルバーの正体を暴露する証拠があると言う。テオの家を捜索するゴードンとバーンズを殺し屋の第二波が襲い、バーンズは負傷する。殺し屋フラミンゴが警察の増援を全滅させ、ゴードンは一線を超えて殺そうとするが思いとどまって逮捕する。だがフラミンゴはその後に警官を一人殺す。ニグマは母親の死を乗り越えるようペンギンを説得し、二人でテオの手下を殺す。聖デュマ騎士団の信者たちがゴッサムに到着する。 |     |                                                    |                        |                                  |                |                          |
| 32 | 10  | "ゴッサムの息子" "The Son of Gotham"               | ロブ・ベイリー         | ジョン・ステファンズ             | 2015年11月23日 | 4.00                     |
| ゴードンは聖デュマ騎士団を捜査し、ゴッサムの息子と呼ぶブルースを殺してゴッサムを浄化する計画である事を知る。ブルースとセリーナは誘拐犯を雇ってブルースとシルバーを誘拐させ、シルバーからブルースの両親の殺人犯の名を聞き出す。シルバーはM・マローンが犯人だと嘘をつく。ニグマはクリステンがドアティと一緒に街を出たとレスリーに嘘をつく。市長が大陪審で偽証してペンギンに罪をなすりつけ、テオは釈放される。ゴードンはテオに捕えられ殺されそうになるが、ペンギンに救われる。アルフレッドはブルースを探しにテオの家に侵入しタビサと戦って負傷する。テオはウェイン宅に侵入する。 |     |                                                    |                        |                                  |                |                          |
| 33 | 11  | "正義と使命" "Worse Than a Crime"                  | ジェフリー・ハント     | ブルーノ・ヘラー                 | 2015年11月30日 | 4.51                     |
| ゴードンはニグマの家で目覚め、テオを襲ったことで指名手配されているとコブルポットに知らされる。レスリーはゴードンに妊娠を伝え、二人で逃げようとするが、そこにブロックとアルフレッドが合流する。聖デュマ騎士団がブルースを殺そうとする時、ゴードン、ブロック、アルフレッド、セリーナ、コブルポットらがテオのタワーに着く。聖デュマ騎士団は敗れ、タビサとシルバーはテオを置き去りにして逃げる。コブルポットはテオを捕えることの危険性をゴードンに説き、二人はテオを殺す。ゴードンはレスリーに求婚する。テオの死体はウェイン・エンタープライズに発見されてインディアン・ヒルに運ばれ、ストレンジ教授の実験対象となる。                                                                   |     |                                                    |                        |                                  |                |                          |
| Wrath of the Villains |     |                                                    |                        |                                  |                |                          |
| 34 | 12  | "ミスター・フリーズ" "Mr. Freeze"                  | ニック・コパス         | ケン・ウッドラフ                 | 2016年2月29日  | 4.12                     |
| ゴードンはテオの死に関する公聴会に呼ばれ、コブルポットは逮捕される。二人はコブルポットがテオを殺し、ゴードンは無関係だと嘘をつく。ゴードンは警察に戻り、コブルポットは精神疾患を主張してアーカム・アサイラムに送致され、ストレンジ教授の患者になる。ブッチはコブルポットの犯罪帝国を引き継ぐ。ゴードンとブロックは連続誘拐殺人事件を捜査する。犯人のヴィクター・フライスは難病の妻ノラを救うため、人間を冷凍して蘇生させる実験を繰り返している。警察はフライスの研究室を捜索して妻を逮捕する。フライスは自首しようとするが蘇生の成功で思いとどまる。ストレンジ教授はフライスをインディアン・ヒルで雇おうとする。                                                                     |     |                                                    |                        |                                  |                |                          |
| 35 | 13  | "愛の結末" "A Dead Man Feels No Cold"              | イーグル・エギルソン   | セス・ボストン                   | 2016年3月7日   | 4.54                     |
| ストレンジ教授はコブルポットの攻撃性を治療し始める。ストレンジ教授が密かに手助けし、フライスはノラをアーカム・アサイラムから奪還する。ブルースは両親を殺した容疑者パトリック・"マッチズ"・マローンを調べる。ノラは夫の殺人を責めて自ら設定をいじり、フライスはノラを冷凍保存しようとして殺してしまう。絶望したフライスは自らを冷凍して自殺を図り、死んだと発表されるが、インディアン・ヒルで目覚めて低温状態でしか生きられなくなったことを知る。ストレンジ教授はフライスに共同研究を提案する。 |     |                                                    |                        |                                  |                |                          |
| 36 | 14  | "マローンという男" "This Ball of Mud and Meanness" | ジョン・ベーリング     | ジョーダン・ハーパ               | 2016年3月14日  | 4.01                     |
| ブルースはセリーナから銃を手に入れ、アルフレッドとパトリック・マローンを探す。情報を手に入れるため、アルフレッドはファイトクラブで戦い、負傷して入院する。ブルースは一人で探しに行き、アルフレッドはゴードンとブロックに連絡する。ブルースはマローンを見つけ、マローンは両親の殺人を認める。ブルースはマローンを殺すことを思いとどまるが、残した銃でマローンは自殺する。ブルースはセリーナと通りで暮らすという置き手紙を残してウェイン邸を去る。レスリーはクリステンの失踪をゴードンに知らせる。ストレンジ教授はコブルポットが治癒したと診断して退院させる。 |     |                                                    |                        |                                  |                |                          |
| 37 | 15  | "ニグマの罠" "Mad Grey Dawn"                       | ニック・コパス         | ロバート・ハル                   | 2016年3月21日  | 3.89                     |
| ニグマはゴードンがクリステン殺しを疑っていると恐れ、ギャラバンを殺したのはゴードンだと密告し、警官を殺してゴードンの口封じに見せかける。ゴードンは逮捕され、有罪となってブラックゲイト刑務所に送られる。アーカム・アサイラムから出たコブルポットは母の墓の前で父親ダールに出会い家族に迎えられる。セリーナはブルースに通りでの生き方を教え、ブッチの甥を殴り倒して金を盗む。バーバラはアーカムで昏睡状態から目覚める。 |     |                                                    |                        |                                  |                |                          |
| 38 | 16  | "偽りの家族" "Prisoners"                           | スコット・ホワイト     | ダニー・キャノン                 | 2016年3月28日  | 3.82                     |
| ゴードンは刑務所内の"世界の終り"と呼ばれる、自分がかつて逮捕した囚人のいる一画に移され、命を狙われ、レスリーは流産し身を隠す。ブロックはファルコンの助けを求め、ゴードンの死を偽装して刑務所から脱出させる。ダールは心臓を病み、財産の横取りを恐れた家族はコブルポットを毒殺しようとし、誤ってダールを殺す。 |     |                                                    |                        |                                  |                |                          |
| 39 | 17  | "無実の証明" "Into the Woods"                      | オズ・スコット         | レベッカ・ペリー・カッター       | 2016年4月11日  | 3.71                     |
| ゴードンは自分を陥れたのがニグマであることに気付く。ゴードンはニグマに撃たれながらも逃げ、セリーナに頼んで警察に報告させる。ニグマはクリステンの死体を始末に行き、ゴードンと警察が尾行して逮捕し、ニグマはアーカムに入れられる。ゴードンの容疑は晴れるが、警察には戻らない。バーバラはアーカムから退院する。コブルポットは父の死後、義理の家族に虐められる。父を殺した証拠を見つけて元の自分を取り戻し、義理の家族を殺す。 |     |                                                    |                        |                                  |                |                          |
| 40 | 18  | "パインウッド" "Pinewood"                          | John Stephens          | Robert Hull & Megan Mostyn-Brown | 2016年4月18日  | 3.72                     |
| バーバラはゴードンに会い、正気に戻ったと言う。バーバラの助けで、ウェイン夫妻暗殺の依頼主が"哲学者"と名乗っていた事がわかる。ブルース、ルーシャス、アルフレッドはコンピューターを調べて得た情報から、トーマス・ウェインがカレン・ジェニングスと会っていた事を知る。カレンはブラックゲート刑務所の囚人であったが、"哲学者"が運営するウェイン・エンタープライズのパインウッド・ファームで腕を改造され、その後トーマスがパインウッドを閉鎖したという。カレンは"哲学者"を見分けられると言うが、ストレンジ教授に送られたヴィクター・フライズがカレンを殺す。ルーシャスは、"哲学者"の正体がストレンジ教授であることを突き止める。ストレンジ教授は、ついにテオ・ギャラバンの蘇生に成功する。 |     |                                                    |                        |                                  |                |                          |
| 41 | 19  | "アズラエル" "Azrael"                              | Larysa Kondracki       | Jim Barnes & Ken Woodruff        | 2016年4月25日  | 3.59                     |
| ストレンジ教授はテオに聖デュマ騎士団の聖人アズラエルであると信じさせ、鎧を着せてゴードンを狙わせる。バーンズがゴードンを留置場に入れて保護すると、アズラエルがゴッサム警察を襲う。バーンズは負傷し、アズラエルの正体が明らかになる。 |     |                                                    |                        |                                  |                |                          |
| 42 | 20  | "放たれた悪魔" "Unleashed"                         | Paul Edwards           | ダニー・キャノン                 | 2016年5月9日   | 3.67                     |
| ブロックとゴードンはアーカム・アサイラムのストレンジ教授のオフィスを捜索するが、書類はすでに裁断されている。二人はブッチの家でタビサからアズラエルの剣の本物は祖父の霊廟にあると聞き、ゴッサム墓地に行く。だがアズラエルがタビサを傷つけ剣を奪って逃げる。家に戻ったブルースをアズラエルが襲う。ゴードンは何度もアズラエルを撃ち、ブッチがバズーカでアズラエルを殺す。ブルースからブリジットがアーカムにいると聞かされたセリーナは一人で潜入し、インディアン・ヒルでブリジットに出会う。 |     |                                                    |                        |                                  |                |                          |
| 43 | 21  | "救出作戦" "A Legion of Horribles"                 | Rob Bailey             | Jordan Harper                    | 2016年5月16日  | 3.84                     |
| セリーナは自分を炎の女神と信じるブリジットの家来となるふりをして脱出を図る。ストレンジ教授は記憶を保ちながらムーニーを復活させる。ルースはセリーナが捕えられたことを知り、ゴードン、フォックスと共にアーカムに忍び込むが捕えられる。ブロックが救出に向かうが、スポンサーの一人によりストレンジ教授は施設の破壊を命じられる。 |     |                                                    |                        |                                  |                |                          |
| 44 | 22  | "地下に眠る怪物" "Transference"                    | Eagle Egilsson         | Bruno Heller                     | 2016年5月23日  | 3.62                     |
| 警察はゴードンの偽物に騙されてアーカムから戻るが、バーバラが正体を暴く。ストレンジ教授は患者を移送させ、時限爆弾を起動するが、ゴードンとフォックスが止める。ムーニーは新たに得た能力でピーボディに触れて支配し、バスでアーカムを逃げ出してペンギンに出くわす。事件の後、ゴードンはリーを探しに出かけ、ブルースは秘密委員会を暴くことを決意し、ストレンジ教授は逮捕され、ブロックはゴッサム警察を指揮する。通りかかった老女がバスからストレンジ教授の怪物たちを解放し、ブルースに似た少年が老女に感謝する。 |     |                                                    |                        |                                  |                |                          |

### シーズン3
シーズン3の最初の14エピソードにはMad Cityという副題がつけられ、中断を経て再開後の残りのエピソードにはHeroes Riseという副題がつけられている。
| Mad City |    |                                                       |                            |                                 |                |      |
| 45 | 1  | "狂気の街" "Better to Reign in Hell..."               | ダニー・キャノン           | John Stephens                   | 2016年9月19日  | 3.90 |
| 半年後、リーが別の男と暮らしているのを知ったゴードンは警察に戻らずに賞金稼ぎとなり、インディアン・ヒルの脱走者を追う。ルーシャス・フォックスはゴッサム警察に勤めている。コブルポットはムーニーに賞金をかける。ゴードンはバレリー・ベール記者の助けでストレンジの助手ピーボディを見つけるが、目の前で誘拐される。ピーボディはムーニーの体調不良を治せず殺される。アイビーは老化を促進させるフィッシュの手下に触られたあと下水に落ちる。ブルースはインディアン・ヒルでの違法行為の証拠があるとウェイン・エンタープライズの重役会で発言した直後に誘拐される。 |    |                                                       |                            |                                 |                |      |
| 46 | 2  | "怪物狩り" "Burn the Witch"                           | ダニー・キャノン           | Ken Woodruff                    | 2016年9月26日  | 3.54 |
| 誘拐されたブルースは見覚えのある女性の前に連れてこられ、周りの人間の命を狙わないことと引き換えにこれ以上の調査をあきらめると約束する。アイビーは成熟した女性の姿になって岸に打ち上げられる。体調不良に悩むムーニーはブロックを捕え、触れることで意思を捻じ曲げてストレンジを幽閉する屋敷に案内させる。ゴードンはブロックを救い出すため、コブルポットの助けでムーニーを脱出させる。コブルポットはムーニーと対決し、ストレンジと共に見逃す。バレリーはゴードンがムーニーと取引したことを知り、二人はキスを交わす。ブルースそっくりの少年がウェイン邸に現れる。 |    |                                                       |                            |                                 |                |      |
| 47 | 3  | "催眠術師" "Look Into My Eyes"                        | Rob Bailey                 | ダニー・キャノン                | 2016年10月3日  | 3.19 |
| 催眠術師のジャービス・テッチがゴードンを雇い、体内にウイルスを抱える妹アリスを探させる。バーンズはリーにゴッサム警察の職を与える。コブルポットは市長選に出馬し、エドワード・ニグマをアーカムから出所させる。アリスは兄に会いたくないと言い、ジャービスは疑念を現したゴードンを催眠術にかけて自殺させようとする。アリスがゴードンを救うが、ゴードンに逮捕される。ゴードンはリーの婚約者のマリオ・カルヴィと会うが、カーマイン・ファルコンの息子であることが分かる。ブルースそっくりの少年514Aはウェイン邸に住む。格闘能力に優れ、苦痛を感じず、以前の記憶がないことが分かる。514Aはブルースのふりをしてセリーナとアイビーを探す。                                                                                                 |    |                                                       |                            |                                 |                |      |
| 48 | 4  | "復讐の狼煙" "New Day Rising"                         | Eagle Egilsson             | Robert Hull                     | 2016年10月10日 | 3.42 |
| 514Aは、盗みに入って囚われたセリーナを助ける。セリーナは514Aの体の傷を見てブルースではないことに気づく。ジャービスはレスラーのトゥイードルダムとトゥイードルディーを雇い、ゴッサム警察に押し入ってアリスを連れ出す。ブロックとゴードンはジャービスの居場所を探し出すが、アリスは建物から落ちて死ぬ。コブルポットは選挙管理委員会を買収するが、ニグマが賄賂を取り返す。だがコブルポットは市長選に勝ち、市民が真に自分を求めていることをニグマが伝えたかったのだと気づく。ゴッサムから去ろうとする514Aは誘拐される。バーンズはアリスの血に触れウイルスに冒される。 |    |                                                       |                            |                                 |                |      |
| 49 | 5  | "レッドフード再び" "Anything for You"                 | TJ Scott                   | Denise Thé                      | 2016年10月17日 | 3.32 |
| コブルポットは市長となりブッチに代えてニグマを右腕とするが、レッドフードが再び現れて街を荒らす。寵愛を取り戻そうとするブッチが黒幕と分かり、ニグマがその事実を暴いてコブルポットの信頼を厚くする。ブッチは逮捕されるがタビサに救出される。ブルースはセリーナに思いを打ち明ける。ジャービスは妹の死を悼み、ゴードンへの復讐を誓う。 |    |                                                       |                            |                                 |                |      |
| 50 | 6  | "白ウサギ" "Follow the White Rabbit"                  | Nathan Hope                | Steven Lilien & Bryan Wynbrandt | 2016年10月24日 | 3.48 |
| ジャービスはゴッサム市民に催眠術をかけて命の危険にさらし、ゴードンに誰を救うかを選ばせる。ジャービスは次にバレリーとリーを誘拐してゴードンにどちらを殺すか選ばせる。ゴードンがリーを殺せと言うと、ジャービスは逆にバレリーを撃ち、バレリーは病院に運ばれる。コブルポットはニグマに愛を告白しようとするが、ニグマはクリステンを思い出させる女性イザベラに出会う。 |    |                                                       |                            |                                 |                |      |
| 51 | 7  | "赤の女王" "Red Queen"                                | Scott White                | Megan Mostyn-Brown              | 2016年10月31日 | 3.16 |
| バレリーは意識を回復するが、ゴードンがジャービスの裏をかいてわざと自分を撃たせたことを知り、ゴードンに別れを告げる。ジャービスは死体安置所からアリスの死体を盗み、血を抜き取る。ジャービスは幻覚剤『赤の女王』をゴードンに与えて幻を見せる。幻の中でゴードンは父に会い、ゴッサムの良き守護者になれと言われる。マリオがゴードンの意識を取り戻す。コブルポットはイザベラとニグマの仲を裂こうとするが失敗する。バーンズは自制を失って容疑者を襲い、パーティーでウイルスを広めようとするジャービスを逮捕する。ゴードンはGCPDに戻ると決める。 |    |                                                       |                            |                                 |                |      |
| 52 | 8  | "ウイルスの囁き" "Blood Rush"                         | Rob Bailey                 | Tze Chun                        | 2016年11月7日  | 3.52 |
| 自制心を失って犯罪者を殺してしまったバーンズはアーカム・アサイラムにジャービスを訪れてウイルスの治療法を尋ねるが、ウイルスに屈服するのは時間の問題だと聞かされる。バーンズは犯罪者を殺せと言う内なる声に悩まされる。リーとマリオの結婚パーティーが開かれ、バーンズは自首しようとするが、自分が逮捕したサイモン博士が釈放されたと聞いて逆上する。ゴッサムの司法に信頼を失ったバーンズはサイモンを殺し、さらに多くの犯罪者を殺そうと計画する。イザベラは交通事故に会う。 |    |                                                       |                            |                                 |                |      |
| 53 | 9  | "処刑人" "The Executioner"                            | John Behring               | Ken Woodruff                    | 2016年11月14日 | 3.63 |
| ウイルスのせいで狂気に駆られたバーンズは犯罪者を私的に処刑する。バーンズは自分を疑うゴードンを殺人犯に仕立て上げようとして失敗する。犯行が暴かれたバーンズは捕えられ、アーカム・アサイラムに収監される。ニグマはイザベラの車が細工されていたことを知り、ブッチの仕業を疑う。アイビーはネックレスを盗み、セリーナとブルースの前に姿を現す。何者がアイビーを追い、ネックレスの持ち主は死んでいる。ネックレスには鍵が隠されている。 |    |                                                       |                            |                                 |                |      |
| 54 | 10 | "破滅の足音" "Time Bomb"                              | Hanelle M. Culpepper       | Robert Hull                     | 2016年11月21日 | 3.44 |
| ブルースは鍵を探すウィスパー・ギャングが"梟の法廷"の敵であることを知る。タロンがギャングのリーダーを殺す。マリオが襲われ、ファルコンは"梟の法廷"の仕業と知って幹部に会い、襲撃を止めさせる。ニグマはブッチとタビサを捕えて拷問しタビサの手を切断するが、ブッチがイザベラの死には関係してないことを知る。バーバラはコブルポットがイザベラを殺したことを知り、その知識を使ってのし上がろうとする。ゴードンはマリオとの結婚式を控えたリーに別れを告げる。だがマリオはリーとゴードンが一緒にいるところを見て激怒し、アリスのウイルスの症状を見せる。 |    |                                                       |                            |                                 |                |      |
| 55 | 11 | "怪物の覚醒" "Beware the Green-Eyed Monster"          | ダニー・キャノン           | John Stephens                   | 2016年11月28日 | 3.37 |
| アリスのウイルスに感染したマリオは、リーがゴードンを憎むよう仕向ける。ハネムーンでマリオはリーを殺そうとするが、ゴードンが救いに現れてマリオを殺す。バーバラはニグマに、ニグマを愛するコブルポットがイザベラを殺したと暴露する。バーバラとニグマはコブルポットを裏切る計画を立てる。ブルース、セリナ、アルフレッドは鍵を使って"梟の法廷"の金庫から水晶の梟の像を盗み出す。タロンに止められるが、セリーナの母親が現れてタロンは死ぬ。 |    |                                                       |                            |                                 |                |      |
| 56 | 12 | "過去の亡霊" "Ghosts"                                 | Eagle Egilsson             | ダニー・キャノン                | 2017年1月16日  | 3.69 |
| 息子の死の復讐に燃えるファルコンはザーズにゴードンを殺すよう命じる。だがバーンズの様子を見たリーは、ゴードンが正しかったかもしれないと考えなおし止めさせる。バーバラ、タビサと組んだニグマに父親の亡霊を見せられて我を忘れたコブルポットは、首席補佐官代理を殺し、TVでゴッサム市民を侮辱する。セリーナは母マリアを受け入れるが、犯罪者に負債を負っていることを知る。死体が蘇生した事件を追うゴードンとブロックは、ジェロームを蘇らそうとするインディアン・ヒルの元従業員ドワイト・ポラードを追う。 |    |                                                       |                            |                                 |                |      |
| 57 | 13 | "蘇る狂気" "Smile Like You Mean It"                   | Olatunde Osunsanmi         | Steven Lilien & Bryan Wynbrandt | 2017年1月23日  | 3.60 |
| ジェロームの蘇生が上手くいかず、ドワイトはジェロームの顔を切り取ってカルトを率いる。ジェロームは蘇り、ドワイトを連れ去る。ジェロームは顔を取り戻し、発電所を爆破して大停電を起こす。ニグマ、バーバラ、タビサはコブルポットを操ってギャングのボスが歯向かったと信じさせる。セリーナの母マリアはブルースから金をだまし取る。 |    |                                                       |                            |                                 |                |      |
| 58 | 14 | "サーカスの夜" "The Gentle Art of Making Enemies"     | Louis Shaw Milito          | Seth Boston                     | 2017年1月30日  | 3.46 |
| 大停電の夜、ジェロームの支持者たちは街を席巻する。ジェロームはブルースを誘拐し、カーニバルで公開処刑しようとする。アルフレッドとゴードンが警官隊を率いて助けに来る。ブルースは脱出してジェロームを殺そうとするが、思いとどまる。ジェロームはアーカムに送られる。バーバラ、タビサ、ブッチはニグマを探して殺すのを助けろとコブルポットを脅す。だがコブルポットは拒否し、ニグマを真に愛していることが分かる。ニグマが姿を現し、ゴッサム港でコブルポットを撃って海に落とす。ゴードンは、叔父のフランクに再会する。 |    |                                                       |                            |                                 |                |      |
| Heroes Rise |    |                                                       |                            |                                 |                |      |
| 59 | 15 | "リドラーの誕生" "How the Riddler Got His Name"       | TJ Scott                   | Megan Mostyn-Brown              | 2017年4月24日  | 2.99 |
| フランクは甥のゴードンを"梟の法廷"に誘う。514Aはブルースを捕えてすり替わる。ニグマは6人のインテリを殺してルーシャス・フォックスに謎解きを仕掛け、リドラーと名乗る。コブルポットはアイビーの部屋で目覚める。 |    |                                                       |                            |                                 |                |      |
| 60 | 16 | "ペンギンの復活" "These Delicate and Dark Obsessions" | ベンジャミン・マッケンジー | Robert Hull                     | 2017年5月1日   | 3.02 |
| 回復したコブルポットはニグマへの復讐を求め、アイビーの助けで権力を取り戻そうとする。ブルースは寺院で目が覚め、シャーマンによって両親が死んだ夜のことを追体験させられる。ゴッサムに"梟の法廷"の武器が届く。ゴードンは父親が殺され、フランクが糸を引いていたことを知る。フランクはゴードンを殺すよう命令されるが、自死を選ぶ。 |    |                                                       |                            |                                 |                |      |
| 61 | 17 | "梟の法廷" "The Primal Riddle"                        | Maja Vrvilo                | Steven Lilien & Bryan Wynbrandt | 2017年5月8日   | 3.03 |
| ニグマは"梟の法廷"のことを調べるためオーブリー・ジェームズ市長を誘拐する。ゴードンはニグマを説得して"梟の法廷"のキャスリーンに引き渡し、見返りに叔父の地位を引き継ぐ。コブルポットとアイビーはヴィクター・フライスとブリジット・パイクを仲間に加える。514Aは正体を隠すためにセリーナを窓から突き落とす。 |    |                                                       |                            |                                 |                |      |
| 62 | 18 | "兵器の正体" "Light the Wick"                         | Mark Tonderai              | Tze Chun                        | 2017年5月15日  | 2.98 |
| アイビーの植物の力で回復したセリーナは、514Aを殺すためにウェイン邸へ向かう。リーはゴードンがフランクを殺したと信じ、捜査しようとしないGCPDを辞職する。ゴードンは"梟の法廷"がアリス・テッチのウイルスをゴッサムに散布しようとしていることをストレンジ教授から聞き、阻止しようとする。コブルポットは"梟の法廷"に捕えられ、ニグマの隣の檻に入れられる。キャスリーンはゴードンの裏切りを知り、誘拐したバーンズにゴードンを殺すよう命令する。ブルースは訓練で怒りを制御することを学ぶ。 |    |                                                       |                            |                                 |                |      |
| 63 | 19 | "罪と罰" "All Will Be Judged"                         | John Behring               | Ken Woodruff                    | 2017年5月22日  | 2.92 |
| セリーナは514Aを襲いその正体をアルフレッドに明かすが逃げられる。シャーマンはブルースをゴッサムに連れ戻し、"梟の法廷"を倒せと言う。ゴードンとアルフレッドはキャサリンを尋問しウイルス散布装置とブルースの場所を聞き出そうとする。何も聞き出せないうちにバーンズがGCPDを襲いキャサリンを斬首する。ゴードンに左腕を吹き飛ばされたバーンズは逃げる。コブルポットとニグマは一時的に協力しあって脱走する。リーはジャービスから自分がマリオの死の原因だと聞かされて絶望し、ウイルスを自ら注射する。 |    |                                                       |                            |                                 |                |      |
| 64 | 20 | "放たれた狂気" "Pretty Hate Machine"                  | Danny Cannon               | Steven Lilien & Bryan Wynbrandt | 2017年5月29日  | 3.03 |
| シャーマンは"梟の法廷"を皆殺しにし、爆弾を起動してゴッサム中にウイルスを散布するようブルースを促す。アルフレッドが止めに入り、シャーマンを撃つ。シャーマンは"悪魔の頭"を探すようブルースに言って息絶える。リーはゴードンを棺桶の中に閉じ込める。ゴードンはゴッサムを救うため、リーが残したウイルスを自ら注射し脱出する。怪物に去られニグマに追い詰められたコブルポットの前にムーニーが現れて連れ出す。タイマーにより爆弾が起動する。 |    |                                                       |                            |                                 |                |      |
| 65 | 21 | "本当の自分" "Destiny Calling"                        | Nathan Hope                | ダニー・キャノン                | 2017年6月5日   | 3.17 |
| 街にはウイルス感染者があふれ、暴力が蔓延する。ゴードンはウイルスの影響と戦う。ムーニーは治療薬を持つストレンジを捕らえるが、忍者の集団に襲われ、駆け付けたゴ－ドンによって誤って殺される。コブルポットはゴッサム警察に囚われる。ニグマとバーバラはテッチを手中にする。洗脳の解けないブルースはゴッサム署から逃げ出してラーズ・アル・グールに会いに行き、追ってきたアルフレッドの胸を剣で貫く。 |    |                                                       |                            |                                 |                |      |
| 66 | 22 | "希望の光" "Heavydirtysoul"                           | Rob Bailey                 | Robert Hull                     | 2017年6月5日   | 3.03 |
| アルフレッドを刺したブルースは洗脳が解け、泉の水で蘇生させる。ゴードンはニグマと交渉し、血液が治療薬の生産に必要なテッチをコブルポットと交換しようとする。ニグマに裏切られたバーバラが交換現場を襲う。ゴードンはテッチの血液を抜いて持ち帰る。混乱に乗じてペンギンはニグマを捕らえて逃げ出し、ミスター・フリーズに冷凍させて保存する。ブッチとタビサはバーバラを見限って反乱を起こし、ブッチは頭を撃たれるがタビサがバーバラを感電死させる。治療薬によってゴッサムの暴力は収まる。ゴードンとリーも治癒するが、リーは置手紙を残してゴッサムを去る。タビサはセリーナに鞭の使い方を教える。昏睡状態のブッチの本名がサイラス・ゴールドであることがわかる。アルフレッドは回復し、ブルースは自警団員となって強盗に襲われた親子を救う。 |    |                                                       |                            |                                 |                |      |

### シーズン4
副題A Dark Knightがつけられている。
| A Dark Knight |    |                                                    |                            |                                 |                |      |
| 67 | 1  | "犯罪許可証" "Pax Penguina"                        | ダニー・キャノン           | John Stephens                   | 2017年9月21日  | 3.21 |
| テッチのウイルスでゴッサムが混乱したのち、ペンギンは犯罪許可証を発行することで犯罪を合法化するかわりに凶悪犯罪を半減させる取引を市長や警察と結ぶ。ブロックは従うが、ゴードンやブルースは認めない。ペンギンの敵のマートンとグレイディはアーカム・アサイラムからジョナサン・クレインを脱出させ、父親が作った恐怖をもたらす薬を作らせて銀行を襲う。セリーナと師匠役のタビサは、犯罪許可証を取得するようミスター・ザーズ（アンソニー・キャリガン）に迫られて従う。ペンギンはクラブの開店パーティーで凍ったニグマを展示する。ゴードンの目論見どおり、マートンとグレイディはパーティーでペンギンを襲って捕えられる処刑されそうになるが、アイビーが逃がす。マートンは恐怖の薬をペンギンに使い、ペンギンは逃げたニグマの幻を見て脅える。ブルースは犯罪許可証を持つ犯罪者のリストを入手するが、銀行強盗の現場に居合わせて逮捕されてしまう。家に戻ったグレイディの前で、スケアクロウと化したジョナサンは恐怖の薬のガスをグレイディに吹き付ける。 |    |                                                    |                            |                                 |                |      |
| 68 | 2  | "恐怖の死神" "The Fear Reaper"                     | Louis Shaw Milito          | ダニー・キャノン                | 2017年9月28日  | 2.87 |
| ゴードンはブルースを釈放する。ペンギンは24時間以内にGCPDがクレインを捕えられるか挑発する。ペンギンとの取引を支持する警官たちは協力を拒み、ゴードンは一人でアサイラムに入り、恐怖の薬に曝された囚人たちと戦う。ゴードンも薬に曝されるが恐怖を克服し、水で囚人たちの薬の影響を中和してクレインは逃げる。ペンギンはゴードンを嘲り、警官たちに自分の手下になれと言う。セリーナとタビサは復活したバーバラに会い、武器販売業に加わる。ペンギンはバーバラに許可証を持つよう強制する。ルーシャスはブルースに特殊スーツのプロトタイプを渡す。アイビーは薬を飲んで変身し始める。 |    |                                                    |                            |                                 |                |      |
| 69 | 3  | "動き出した歯車" "They Who Hide Behind Masks"      | Mark Tonderai              | Steven Lilien & Bryan Wynbrandt | 2017年10月5日  | 2.92 |
| 紀元125年のアラビアで、死んだ兵士がラザラス・ピットに浸けられて蘇生しラーズ・アル・グールとなり、後継者を見つける使命と短剣を与えられる。現在、ペンギンが短剣をオークションにかけ、ブルースがバーバラに競り勝つ。バーバラはラーズによって蘇生させられ、短剣を取り戻すよう命じられていたことがわかる。ゴードンはカーマインを訪ねてペンギンと戦う助力を求めるが、死期の近いカーマインは断る。代わりに娘のソフィアがゴッサムに来てゴードンに助力する。エドは同級生のジェンキンスに救出されるが体も頭も元に戻らない。ペンギンはジェンキンスを殺させる。 |    |                                                    |                            |                                 |                |      |
| 70 | 4  | "ラーズ・アル・グール" "The Demon's Head"          | Kenneth Fink               | ベンジャミン・マッケンジー      | 2017年10月12日 | 2.75 |
| ブルースは考古学者のウィンスロップに短剣の調査を依頼する。ラーズは短剣を求めて博物館に来てウィンスロップを殺し、孫のアレックスは短剣とともに逃げる。ラーズはナンダ・パルバットの代表と称してGCPDを訪れ短剣の行方を探る。アレックスとブルースが博物館に戻って短剣を取り戻すとラーズの手下が襲うが、ゴードンが追い払う。ラーズは短剣を求めてアレックスを人質に取り、ブルースが拒否するとアレックスを殺し、投降し進んで逮捕される。ペンギンはソフィアを使ってカーマインの元部下達を罠にかけて殺すが、ソフィアは計画通りだとゴードンに明かす。エドはペンギンに会い、元の自分に戻っていないことを馬鹿にされて見逃される。 |    |                                                    |                            |                                 |                |      |
| 71 | 5  | "ソロモン・グランディ" "The Blade's Path"          | Scott White                | Tze Chun                        | 2017年10月19日 | 2.75 |
| アレックスの死に責任を感じるブルースは、ラーズが外交特例で釈放されると知り、ラーズを殺すため短剣を持って刑務所に向かう。ラーズはバーバラに何らかの力を与えて別れを告げる。ブルースはラーズと刑務官に偽装した手下達に待ち伏せされて捕らえられる。アルフレッドとゴードンは刑務所に来て手下たちを倒す。不死の呪いにとりつかれたラーズはブルースが短剣で自分を刺すよう仕向け、その肉体は朽ち果てる。ブルースは自警団員としての活動を中断し、アルフレッドはスーツをしまう。ソフィアはペンギンに会って協力を申し出る。昏睡状態だったブッチ・ギルジーンはインディアンヒルの汚染物質の流れる川に投げ込まれ、記憶を失い青白い肌となり超人的な力を身に着けて覚醒し、ソロモン・グランディと名乗る。ニグマの友達となり、リーがリングドクターを勤める格闘技の会場に連れていかれる。 |    |                                                    |                            |                                 |                |      |
| 72 | 6  | "豚のマスク" "Hog Day Afternoon"                   | Mark Tonderai              | Kim Newton                      | 2017年10月26日 | 2.87 |
| ペンギンの賄賂の運び屋だった警官が殺されて豚のマスクをかぶせられる。ゴードンとブロックは他の腐敗警官が狙われると予想して捜査するが、プロフェッサー・ピッグに捕えられる。ゴードンは自由になり、プロフェッサー・ピッグはブロックの喉を切り裂いて逃げる。ゴードンはブロックもペンギンの賄賂を受け取っていたことを知る。ペンギンは友人になろうとするソフィアを疑う。ニグマはソロモン・グランディを格闘技の試合に出して金を稼ぎ、貧しい人々に無料診療を行うリーに、自分の脳を元に戻すよう頼む。 |    |                                                    |                            |                                 |                |      |
| 73 | 7  | "決別" "A Day in the Narrows"                      | John Behring               | Peter Blake                     | 2017年11月2日  | 2.75 |
| ピッグはさらに三人の警官を誘拐する。ペンギンはソフィアの忠告に反して警察に協力する。三人の警官のうち一人は殺され、パテルはピッグに連れ去られ、フィゾーリは重傷を負う。警察とペンギンらは裁判所にピッグを追い詰めたはずが罠にかかり、ブロックはパテルを撃ってしまい、ゴードンが単身で全員を救う。フィゾーリは変装したピッグであることがわかる。警察とペンギンの協力関係は壊れ、犯罪許可証は効力を失う。ブルースはかつてのクラスメートのグレースに会い、トミーに紹介される。ラーズの後ろ盾を失ったバーバラは事業の終了を宣言するが、タビサとセリーナの危機を救って三人は再び仲間になる。 |    |                                                    |                            |                                 |                |      |
| 74 | 8  | "ゴードン警部" "Stop Hitting Yourself"             | Rob Bailey                 | Charlie Huston                  | 2017年11月9日  | 2.70 |
| ニグマがナローズでペンギンを嘲笑して人気を得たため、ペンギンはニグマを捕えるためにバーバラ、セリーナ、タビサを送り込む。三人の失敗に備え、ブリジットも送り込む。バーバラはリーに、タビサはブッチに再会する。記憶を取り戻し始めたブッチはニグマを巡ってタビサとリングで戦って負ける。ブリジットが現れるもリーに倒される。ペンギンに通じた格闘技主催者をバーバラが殺し、リーが新しい主催者になる。ソフィアの運動で、ゴードンはブロックに代わって警部昇進を打診される。ゴードンはためらうが、面目をなくしたブロックが警官の追悼式にも欠席するのを見て昇進を受諾しブロックを解任する。ペンギンは精神的に不安定な孤児のマーティンを仕込んで子分にする。ゴードンはソフィアとの協力関係を打ち切る。 |    |                                                    |                            |                                 |                |      |
| 75 | 9  | "恐怖の晩餐" "Let Them Eat Pie"                    | Nathan Hope                | Iturri Sosa                     | 2017年11月16日 | 2.62 |
| ピッグは浮浪者を殺してその内臓をパイに詰め、ソフィアの孤児院の開所を祝う晩餐でペンギンなど金持ちに無理やり食べさせるが、ゴードンに逮捕される。ペンギンはマーティンを使ってソフィアとゴードンの関係をつかむ。ラーズを殺したブルースは喪失感に捕らわれてパーティーに浸り、アルフレッドの忠告に耳を貸さない。 |    |                                                    |                            |                                 |                |      |
| 76 | 10 | "吹き荒れる嵐" "Things That Go Boom"               | Louis Shaw Milito          | Steven Lilien & Bryan Wynbrandt | 2017年11月30日 | 2.59 |
| フォックスが連続殺人犯のラズロ・バレンタインであると突き止めたピッグはアーカムから脱走する。ギャングのサンプソンがナローズの支配権を狙い、リーの診療所を荒らす。リーはサンプソンに毒を盛り、解毒剤と交換に引退を強制する。リーは、ニグマに肉体は副作用から回復したことを教える。ニグマはリドラーの幻を見る。ペンギンはマーティンの目撃談を信じてソフィアを拷問させようとする。ソフィアは逃げ出し、今度はバーバラ、タビサ、セリーナに捕らえられるが説得し、4人は協力してペンギンと戦うことにする。ソフィアはゴードンを利用しようとするが見破られ、ゴッサムから追放されそうになるが逃げ出す。ザーズはセリーナの店を爆撃する。4人はマーティンを誘拐してペンギンを脅す。ペンギンはマーティンの爆死を装い、4人に対して戦争を宣言する。 |    |                                                    |                            |                                 |                |      |
| 77 | 11 | "ゴッサムの女王" "Queen Takes Knight"              | ダニー・キャノン           | John Stephens                   | 2017年12月7日  | 2.53 |
| カーマインがゴッサムに来てソフィアをペンギンとの抗争から引き離そうとするが、暗殺されてペンギンの関与が疑われる。ソフィアはザーズを抱き込み、マーティン殺人容疑でペンギンを逮捕させる。ソフィアはピッグに父親を暗殺させたことをゴードンに明らかにした後に、ピッグを殺す。ブロックは警察を辞職する。アーカム・アサイラムに収容されたペンギンはジェローム・ヴァレスカに出会う。アルフレッドは傲慢になったブルースを諫めて殴り合いになり、ブルースの後見人を解任される。タビサはグランディを誘拐して痛めつけブッチ・ギルジーンの記憶を取り戻させようとする。 |    |                                                    |                            |                                 |                |      |
| 78 | 12 | "ポイズン・アイビー" "Pieces of a Broken Mirror"   | Hanelle M. Culpepper       | ダニー・キャノン                | 2018年3月1日   | 2.57 |
| ニグマの中のリドラー人格が、トイマン(グリフィン・クランク)を雇い、ナローズを統率するリーの暗殺を試み失敗する。ゴードンとアルフレッドは爆破現場に入って人々を助ける。アイビーは再び変身した姿で新たな力と共に目覚めて、バーバラ、タビサとともにセイレーン・クラブの共同オーナーとなったセリーナに再会する。知人のウェイトレスが殺され、はめられたアルフレッドはバーテンダーとなっていたブロックと協力して犯人を捕まえる。ゴードンはリーに再会したのち、クランクを追いつめ射殺するが、現場にいたニグマはクランクとの関係を否定する。グランディはブッチの記憶を取り戻しタビサに再会する。 |    |                                                    |                            |                                 |                |      |
| 79 | 13 | "ラザラスの水" "A Beautiful Darkness"              | John Stephens              | Tze Chun                        | 2018年3月8日   | 2.41 |
| アイビーは催眠力によって人々を操り、ウェイン・エンタープライズのプロジェクトMを調べる。アイビーの力の影響でブルースは幻覚に閉じ込められる。セリーナは殺人を犯すアイビーから離れる。アイビーはルーシャスを操ってプロジェクトMの実験室からラザラスの水を奪う。ゴードンはアイビーを見つけるが、ブルースの解毒剤と引き換えに見逃す。ブルースは幻覚から脱し、アルフレッドに連絡を取る。アイビーはラザラスの水を使って即死性の植物を創造する。ペンギンはジェロームと知り合い脱獄を図る。 |    |                                                    |                            |                                 |                |      |
| 80 | 14 | "和解" "Reunion"                                   | Annabelle K. Frost         | Peter Blake                     | 2018年3月15日  | 2.55 |
| ニグマはリドラーの人格に悩んで自殺を考えた後に自らアーカム・アサイラムに入る。ニグマに再会したペンギンは、自分が仕組んだ計画通りだと言う。アイビーはウェイン・エンタープライズのパーティーに出て人々を殺す。ブルースが人々を救うのを見たアルフレッドはブルースの元に戻る。セリーナはラザラスの水を捨ててアイビーが危険な植物を作れないようにする。ソフィアはリーをナローズから追放し、ゴードンはソフィアを倒すためにブロックに助けを求める。 |    |                                                    |                            |                                 |                |      |
| 81 | 15 | "復讐の行方" "The Sinking Ship The Grand Applause" | Nick Copus                 | Seth Boston                     | 2018年3月22日  | 2.47 |
| ペンギンと協力関係を復活させたニグマはソフィアの手からマーティンを救い出す。ソフィアはアーカムのペンギンをザーズに襲わせ、ペンギンは逃げる。ソフィアを倒したいペンギンとニグマはリーを味方につけるが、ブッチの記憶を取り戻したグランディはニグマを捕えてバーバラに渡し、バーバラはソフィアに渡す。ペンギンはフリーズに凍らされてソフィアの邸宅に入り込むが、ソフィアを追わずニグマの後を追って救出する。警察に復帰したブロックとゴードンはソフィアの犯罪の証人を見つける。ゴードンを殺そうとするソフィアをリーが撃ち、昏睡状態にする。重傷を負ったゴードンは、ピッグを雇ったソフィアとの関係を公表しようとするがブロックが止める。リーはナローズに戻り、裏切った相手に復讐する。ブルースとセリーナは和解する。バーバラはラーズの影響に苦しむ。 |    |                                                    |                            |                                 |                |      |
| 82 | 16 | "集団催眠" "One of My Three Soups"                 | ベンジャミン・マッケンジー | Charlie Huston                  | 2018年3月29日  | 2.39 |
| ジェローム、テッチ、スケアクロウがアーカムを脱走する。テッチは人々をラジオを通して催眠術にかけて屋上に立たせ、飛び降りるなと言われると飛び降りるように条件づける。ゴードンは術の裏をかいてブロックを含む人々を救う。ゴードンはソフィアと協力しピッグの犯罪を招いたことの罪の意識に悩む。ジェロームを殺さなかったことを悔やむブルースはセリーナの助けでジェロームを探し、ジェロームが叔父に殺されそうになったところを救う。ジェロームは聖イグナティウスの学校名を聞き出してから叔父を殺す。ブルースは再びジェロームを殺さないことを選ぶ。ブルースはゴードンにジェロームの件を伝える。ジェロームとスケアクロウはテッチを救出して聖イグナティウスに向かう。バーバラは復活の詳細を思い出し、ラーズが自分を"影の同盟"のリーダーの"デーモンズ・ヘッド"にしようとしたことを思い出す。反発した男性メンバー達は女性メンバー達に殺され、バーバラはデーモンズ・ヘッドに就任する。                                                                 |    |                                                    |                            |                                 |                |      |
| 83 | 17 | "ザンダー・ワイルド" "Mandatory Brunch Meeting"    | Maja Vrvilo                | Steven Lilien & Bryan Wynbrandt | 2018年4月5日   | 2.53 |
| リーはニグマのなぞなぞショーに挑戦して勝ち、二人はキスをする。ジェロームはペンギン、テッチ、スケアクロウ、ファイフライ、ミスター・フリーズからなる恐怖の軍団を結成し、ザンダー・ワイルドを探す。ゴードンとブロックはワイルドを探し出し、双子のジェロームを誘拐したジェレマイアであると知る保護する。テッチとスケアクロウがジェロームを救い出す。ペンギンはテッチを恐怖の軍団に誘う。 |    |                                                    |                            |                                 |                |      |
| 84 | 18 | "ジェローム・ショー" "That's Entertainment"        | Nick Copus                 | Danny Cannon                    | 2018年4月12日  | 2.37 |
| ジェロームは臨時市長と重要人物を誘拐し、ペイズリー・スクエアでの音楽祭に現れ、首に爆弾をつけてジェレマイアとブルースを連れてくるよう要求する。一方で笑いガスを量産し、飛行船から音楽祭でまこうとする。ゴードンはジェレマイアとブルースを連れてきて、妨害電波で爆破を止めた隙に攻撃し、ジェロームは逃げるがビルの屋上から落ちて死ぬ。ゴードンに密告したことがバレたペンギンは拘束から抜け出して飛行船の制御を奪い、ゴッサム市民をガスから守る。ジェレマイアはジェロームの遺した笑いガスで狂気に陥る。バーバラはラーズの遺産を受け継ぐが、反対するタビサはバーバラの部下に痛めつけられ、ラーズに忠実な別のグループに見つけられる。ブルースはアルフレッドに誕生日プレゼントとして防弾車をもらう。 |    |                                                    |                            |                                 |                |      |
| 85 | 19 | "ラーズの復活" "To Our Deaths and Beyond"          | Scott White                | Peter Blake & Iturri Sosa       | 2018年4月19日  | 2.18 |
| ニグマは銀行強盗を繰り返して金をナローズにもたらすが、ペンギンはニグマがリーに利用されていると言う。ニグマはペンギンとグランディを次の強盗に連れてゆきリーを殺すことを承知するが裏切る。警察が到着し、リーは投降してニグマを逃す。"影の同盟"はタビサを使ってブルースを捕え、その血でラーズを復活させる。ラーズはバーバラのやり方を気に入らず、未来を視ることのできるデーモンズ・ヘッドの力を取り戻そうとする。バーバラは戦うが、タビサを殺すと脅されてデーモンズ・ヘッドの力を返す。バーバラはタビサと和解し、"影の同盟"の女性メンバーはバーバラに仕える。ラーズはゴッサムに訪れる惨事を予知し、ブルースをゴッサムの闇の騎士(ダークナイト)にすると誓う。 |    |                                                    |                            |                                 |                |      |
| 86 | 20 | "もう一つの顔" "That Old Corpse"                   | Louis Shaw Milito          | Charlie Huston                  | 2018年5月3日   | 1.94 |
| ジェロームの支持者たちがGCPDを襲う。ニグマはGCPDからリーを救い出す。ゴードンはジェレマイアがジェロームに成り代わって支持者たちを扇動していたことを知る。ジェレマイアの発電機の爆発から逃れる。ジェレマイアは狂気を明らかにして、意識を失ったブルースを墓場に置き去りにし、爆弾に転換できる多数の発電機をウェイン・エンタープライズから盗む。 |    |                                                    |                            |                                 |                |      |
| 87 | 21 | "最悪の一日" "One Bad Day"                         | Rob Bailey                 | Tze Chun                        | 2018年5月10日  | 2.21 |
| ジェレマイアは爆弾をゴッサム中に仕掛けて6時間以内に住民を避難させるよう言う。ゴードンは青写真を盗んで脱出し、リーに救われる。ジェレマイアはアルフレッドを誘拐してブルースを呼び出し、ガスで妄想を見せるが、セリーナがアルフレッドとブルースを救う。ペンギン、グランディ、バーバラ、タビサは爆弾の中継器を盗んでジェレマイアに大金を要求するが拒否される。フォックスが青写真を解読し、爆弾を解除する。ラーズがジェレマイアに接近する。ジェレマイアがウェイン邸に侵入してセリーナを撃つ。 |    |                                                    |                            |                                 |                |      |
| 88 | 22 | "闇と光" "No Man's Land"                           | Nathan Hope                | John Stephens & Seth Boston     | 2018年5月17日  | 2.20 |
| セリーナは脊髄に損傷を受ける。ジェレマイアはブルースを誘拐してラーズのところに来る。バーバラ、アルフレッド、ペンギン、タビサが襲い、ラーズは再び死ぬ。ジェレマイアの爆弾は市長を殺し、すべての橋を破壊する。エドはゴードンを殺そうとするが、リーが救う。エドとリーはお互いを刺し合う。ストレンジはグランディを治療してブッチに戻すが、ペンギンは母を殺された復讐に、タビサの目の前でブッチを殺す。まだ爆弾が残るゴッサムから市民が船で非難する中、ブルース、ゴードンら数名の警官は残る。ペンギンはストレンジにリーとニグマの治療を命じる。 |    |                                                    |                            |                                 |                |      |

### シーズン5
副題"Legend of the Dark Knight"がつけられている。
| Legend of the Dark Knight |    |                                            |                            |                                |               |      |
| 89 | 1  | "無法地帯" "Year Zero"                     | ダニー・キャノン           | John Stephens                  | 2019年1月3日  | 2.54 |
| 橋を爆破されたゴッサムは州政府により立ち入りが禁止され、犯罪者が支配する無法地帯となる。ゴードン率いるゴッサム警察は避難民を警察署に保護する。食糧・薬品・弾薬などの物資が不足する中、スケアクロウがゴッサム警察から食糧を盗む。ブルースはウェイン・エンタープライズのヘリコプターで物資を密輸するが、コブルポットが横取りしようとし、争奪戦の中タビサを刺殺する。ゴードンはペンギンの脚を撃つ。バーバラは復讐を誓う。ニグマは記憶喪失に襲われ、見知らぬ場所で目覚め続ける。手術にもかかわらずセリーナの脊椎は回復しない。セリーナは自殺を図り、病院の看護婦は"魔女"の助けを得るようブルースに助言する。 |    |                                            |                            |                                |               |      |
| 90 | 2  | "街を蝕む悪" "Trespassers"                 | Louis Shaw Milito          | ダニー・キャノン               | 2019年1月10日 | 2.38 |
| ブルースは、人々を殺し公園の植物の肥料としていたために監禁されていたアイビーを救い出し、セリーナを治す種をもらう。セリーナは種を飲み込んで回復する。ペンギンはゴードンの首に懸賞金をかける。ゴードンとブロックは本土につながるトンネルを掘らされていた少年たちを救い出し、ペンギンを憎むバーバラの助けでヘイブンに保護する。ニグマが目覚めると、知らぬ間にストリート・デーモンズのギャングを一人捕えており、ストリート・デーモンズたちが殺された現場には『ペンギン参上』の文句が残されている。 |    |                                            |                            |                                |               |      |
| 91 | 3  | "ヘイブンのヒーロー" "Penguin, Our Hero"   | Rob Bailey                 | Tze Chun                       | 2019年1月17日 | 2.36 |
| 回復したセリーナは病院を抜け出し、自分を撃ったジェレマイアをダークゾーンでブルースとともに探す。セリーナはジェレマイアの組織に潜入する。ペンギンはヘイブンを襲ってゴードンと逃げた手下を捕える。だがストリート・デーモンズがペンギンを捕え、ペンギンとゴードンは協力して脱走しストリート・デーモンズを殺す。ゴードンはペンギンを自由にするが、何者かがヘイブンを爆破し避難民を殺す。 |    |                                            |                            |                                |               |      |
| 92 | 4  | "容疑者" "Ruin"                            | Nathan Hope                | James Stoteraux & Chad Fiveash | 2019年1月24日 | 2.35 |
| ゴードンとペンギンは協力してヘイブンの爆破犯を探し、無実を主張するザーズを捕える。ニグマは手に書かれた数字を調べるために警察署に侵入し、ルーシャスに会う。二人は爆破現場を調べ、ザーズの犯行ではない証拠を見つける。のちに、ニグマは数字がアパートの部屋番号であり、自分自身によるヘイブンの爆破の目撃者が住むと知って殺す。コブルポットは避難民たちを集めた法廷を開いて、憎むザーズを処刑しようとするが、ゴードンとブロックはザーズを逃がし、避難民たちに非難される。落ち込んだゴードンは酔ってバーバラとキスを交わす。セリーナはジェレマイアを見つけ、その体を何度も刺し、ブルースとアルフレッドに救出される。 |    |                                            |                            |                                |               |      |
| 93 | 5  | "真の敵" "Pena Dura"                       | Mark Tonderai              | Iturri Sosa                    | 2019年1月31日 | 2.34 |
| ゴードンは軍を率いてゴッサムに来た戦友のエドアルド・ドランスに助けられ、ヘイブンを爆破したミサイルを購入したのはニグマであると知る。ニグマはゴードンとドランスから逃げ、ドクター・ストレンジによって脳にチップを埋め込まれ、何者かに操られていたことを知る。ゴードンもこれを知るが、チップを操っていたドランスが、ニグマにゴードンを追わせる。ジェレマイアを殺したセリーナは地下世界の英雄となり、ブルースから離れる。だがジェレマイアは回復して目覚める。 |    |                                            |                            |                                |               |      |
| 94 | 6  | "第2段階" "13 Stitches"                    | ベンジャミン・マッケンジー | Seth Boston                    | 2019年2月14日 | 2.28 |
| ゴードンはニグマの脳内のチップを破壊しルーシャスに摘出させる。ドランスと部下はGCPDを掌握し、リーを捕える。ゴードン、ルーシャス、ブルース、アルフレッド、ニグマ、バーバラは協力して、軍にゴッサムを支配させるためにドランスがヘイブンを爆破させた事実を、本土のマスコミに知らせようとする。ドランスはゴードンに会ってリーとニグマを交換しようとするが、ゴードンがドランスに致命傷を負わせてリーをGCPDに連れて行く。ドランスの上司のテレサ・ウォーカーはドランスをストレンジのもとに連れて行き、リーの脳内のチップを作動させてゴードンを襲わせる。だがゴードンがチップを破壊する。ペンギンとセリーナは協力し、ペンギンから宝石を盗んだマグパイを探して殺す。アルフレッドはジェレマイアに誘拐され、バーバラはゴードンの子を妊娠する。                     |    |                                            |                            |                                |               |      |
| 95 | 7  | "エース化学" "Ace Chemicals"               | John Stephens              | Tze Chun                       | 2019年2月21日 | 2.13 |
| ジェレマイアは整形手術でブルースの両親に似せた二人を使って暗殺を再現しようとし、ウェイン屋敷を爆破するがブルースはアルフレッドを連れて逃げ出す。ゴードンとリーはジェレマイアが毒を市中に拡散させようとしていることを知り、テッチに催眠術をかけられる。ジェレマイアはブルースの両親役の二人を殺し、ゴードンとリーを殺そうとするが、ブルースとセリーナが救う。ジェレマイアは毒の拡散をはかり、ゴードンは毒を川に放出せざるを得ず、その結果政府はゴッサムと本土の連絡を延期する。ジェレマイアはブルースと闘って毒液に落ち、脳死となる。ペンギンとニグマは潜水艦を建造してゴッサムを脱出しようとし、バーバラはお腹の子のために協力する。 |    |                                            |                            |                                |               |      |
| 96 | 8  | "過去のあやまち" "Nothing's Shocking"      | Kenneth Fink               | Seth Boston                    | 2019年2月28日 | 2.22 |
| ペンギンとニグマの前に、腹話術の人形スカーフェイスに別人格を表現するようになった、ペンギンの元会計係のペンが現れる。争いになってニグマがペンを殺す。ブルースとアルフレッドは下水道に入り、ジェレマイアの毒で変異した人間と出会い、行方不明の男を探しだして救う。バーバラの店で二人の元刑事が、インディアン・ヒルで変身能力者にされたジェーン・カートライトに殺される。ジェーンは因縁のあるブロックの元相棒のディックスを殺す。ブロックはジェーンを探し出し、撃ち合いになって殺す。ブロックは昔、ジェーンを強いて虐待されていた父親殺しの罪を母親に着せさせたことをゴードンに告白する。 |    |                                            |                            |                                |               |      |
| 97 | 9  | "ゴードンの決意" "The Trial of Jim Gordon" | エリン・リチャーズ         | ベンジャミン・マッケンジー     | 2019年3月7日  | 2.04 |
| ゴードンを水を不足する水を巡って争うギャングたちの和解を図るが、ザーズに撃たれる。リーが手術をほどこすが昏睡状態となる。ゴードンは自分の犯した失敗をめぐり裁判にかけられる夢を見る。ブロックは、ゴッサムと外界との連絡を絶って植物にゴッサムを支配させようとするアイビーが、ザーズを操っていたことを知る。アイビーはブルースとルーシャスを操り、浄水場を止めて川を汚染されたままにしようとするが、セリーナが2人を正気に戻す。バーバラはギャングのボスを脅して休戦を実現する。アイビーはゴードンを殺しに警察に侵入するが、リーに撃たれて逃げ出す。1月後、ゴードンは回復し、リーと結婚する。 |    |                                            |                            |                                |               |      |
| 98 | 10 | "ベイン" "I Am Bane"                       | Kenneth Fink               | James Stoteraux & Chad Fiveash | 2019年3月21日 | 2.17 |
| ウェイド将軍がゴッサムに来て、本土との連絡の復活を承認する。だがストレンジに改造されてベインと名乗るようになったエドアルドがゴードン、ブルース、ウェイド将軍を捕える。ウォーカーは自分がラーズ・アル・グールの娘のナイッサであることを明らかにし、父を殺したブルースとバーバラに復讐を誓う。ゴードンを拷問してブルースを苦しめ、リーの病院で産気づくバーバラを殺すためにベインを送り出す。ペンギンとニグマはバーバラに潜水艦の部品を盗まれたためにバーバラを守り、部品を取り戻す。アルフレッドとセリーナはバーバラを襲うベインと闘い、アルフレッドは重傷を負う。バーバラは娘を生んだ後、リーとともにナイッサに捕らえられる。ブルースとゴードンは拘束を逃れてウェイド将軍を解放するが、ストレンジにチップを埋め込まれた将軍はゴッサム爆撃を軍に命じる。 |    |                                            |                            |                                |               |      |
| 99 | 11 | "ゴッサムを救え" "They Did What?"          | Carol Banker               | Tze Chun                       | 2019年4月18日 | 2.02 |
| ゴッサム爆撃後、避難民がGCPDに押し寄せ、ベインが軍の指揮を握る。ペンギンとニグマはゴッサム脱出をあきらめ残りGCPDとともに街を守る。セリーナはリーをセイレーンから救う。セリーナとブルースはウェイン産業のビルを破壊して軍の動きを止める。ゴードンはナイッサからバーバラと娘を救う。ナイッサは将軍を殺し宝を満載した潜水艦を盗んでゴッサムを脱出する。軍とGCPDが対決するが、ベインは軍に反抗されて投降する。ゴッサムの再建が始まり、本土とも連結され、ゴードンはGCPDの本部長となる。ブルースはいずれ戻ると約束し、セリーナを置いて街を離れる。 |    |                                            |                            |                                |               |      |
| 100 | 12 | "ビギニング" "The Beginning..."            | Rob Bailey                 | John Stephens                  | 2019年4月25日 | 2.19 |
| 10年後、ウェイン・タワー落成が近づきブルースはゴッサムに戻ると発表される。バーバラは実業家として成功し、ゴードン本部長は引退を予定し、セリーナは盗賊となり、ペンギンは釈放され、ニグマはアーカム・アサイラムから脱走してジェームズ市長を誘拐し、落成式でタワーを爆破しようとする。ブロックはニグマを脱走させた看守殺人の容疑をかけられる。ニグマの知らなかった別の爆弾が見つかり、ルーシャス、リーの助けで解除する。脳死を装っていたジェレマイアが全ての裏にいることがわかり、ゴードンとバーバラの娘を誘拐するが、何者かが助け出す。ブルースはセリーナと再会し、コウモリに触発されたコスチュームでゴードンの呼びかけに応じ姿を現す。 |    |                                            |                            |                                |               |      |

## 製作

### 企画
2013年9月24日、フォックスは従来のようなパイロット・フェイズを飛ばして直接『GOTHAM/ゴッサム』のフルシーズン分を発注し、ブルーノ・ヘラーが脚本と製作総指揮を担当することを発表した。2014年5月5日、『GOTHAM/ゴッサム』はフォックスからシリーズ分の受注をされ、第1シーズンは標準的な13話や22話でなく16話構成となる予定であることが報じられた。
2014年10月13日、フォックスはさらに6話を追加で発注し、第1シーズンは計22話構成となった。2014年冬のTCAのプレスツアーにてフォックスのエンターテインメント部門のケヴィン・ライリーはシリーズを「わずかに並はずれた品質があるこのオペラティック・ソープ。これはいくつかの付属物のコンパニオンシリーズではない。これはちょうど（クロノロジーで）バックアップされているバットマン・フランチャイズである」と説明した。彼は後にシリーズはどのDC映画ユニバースからも分離されていることを付け加えた。

### キャスティング
2014年1月、ドナル・ローグがゴードンを演じるという噂が流れたが、彼はこれをTwitterで否定した。ローグは最終的にハービー・ブロック役にキャスティングされた。2014年1月、ベン・マッケンジーがゴードン役にキャスティングされた。2014年3月初頭、ダヴィード・マズーズがブルース・ウェイン、キャムレン・ビコンドヴァがセリーナ・カイル役にキャスティングされた。2014年のシカゴ・コミック&エンターテインメント・エキスポにてDCのジム・カニングハムはレニー・モントーヤが番組に登場することを明かした。

### 撮影
2014年2月、主要撮影が3月よりニューヨークで始まることが報じられた。第1シーズンの撮影は2015年3月23日に完了した。

### 音楽
2014年7月、グレーム・レヴェルがシリーズの作曲家となることが発表された。

## 公開

### 放送
シリーズは2014年10月12日にオーストラリアで初放送された。カナダではアメリカ合衆国での放送の際にサイマルキャストで放送されている。ニュージーランドでは2014年9月28日、イギリスでは2014年10月13日、アイルランドでは2015年1月26日より放送が始まっている。

### マーケティング
パイロット版は2014年7月にコミコン・インターナショナルのワーナー・ブラザース・テレビジョンとDCエンターテインメントのパネルで上映された。

### ホームメディア
2014年9月、ワーナー・ブラザース・テレビジョン・ディストリビューションはシリーズの世界でのビデオ・オン・デマンド配信権をNetflixに売却した。

## 評価
2014年10月初頭、市場調査会社Survataは1400人以上の視聴者を調べ、主要なテレビ番組の初回のうち24作品で最も興味を持たれていると結論づけた。

### レイティング
オーストラリアでは第1話が124万人、第2話が89万6000人の視聴者を獲得した。タイムシフト放送はそれぞれ143万人と103万が視聴した。カナダでは初回に338万人を獲得し、同夜及び同週で2番目に高い数値となった。イギリスでは320万人が初回を視聴した。1時間及び24時間のタイムシフトチャンネルの放送はそれぞれ59万7000人と142万人が視聴した。ニュージーランドでは27万8540人が視聴し、ネットワークで最も見られた番組となった。タイムシフト版は3万9580人が視聴した。

#### シーズン1
| No. | タイトル             | 放送日         | レイティング/シェア (18-49) | 視聴者数 (百万人) | DVR (18-49) | DVR視聴者数 (百万人) | 合計 (18-49) | 合計視聴者数 (百万人) |
| --- | -------------------- | -------------- | --------------------------- | ----------------- | ----------- | -------------------- | ------------ | --------------------- |
| 1   | "正義の消えた街"     | 2014年9月22日  | 3.2/10                      | 8.21              | 2.7         | 5.84                 | 6.0          | 14.15                 |
| 2   | "セリーナ・カイル"   | 2014年9月29日  | 2.8/8                       | 7.45              | 1.9         | 4.33                 | 4.7          | 11.81                 |
| 3   | "バルーンマン"       | 2014年10月6日  | 2.5/8                       | 6.36              | 2.0         | 4.52                 | 4.5          | 10.88                 |
| 4   | "アーカム"           | 2014年10月13日 | 2.4/7                       | 6.39              | 1.7         | 3.95                 | 4.1          | 10.34                 |
| 5   | "負の遺産"           | 2014年10月20日 | 2.3/7                       | 6.09              | 1.7         | 4.33                 | 4.0          | 10.12                 |
| 6   | "ヤギの悪魔"         | 2014年10月27日 | 2.2/7                       | 5.89              | 1.5         | 3.78                 | 3.7          | 9.66                  |
| 7   | "ペンギンの姦計"     | 2014年11月3日  | 2.4/7                       | 6.63              | 1.7         | 3.83                 | 4.1          | 10.47                 |
| 8   | "仮面に隠された凶器" | 2014年11月10日 | 2.2/7                       | 6.35              | 1.6         | 3.68                 | 3.8          | 10.03                 |
| 9   | "ハービー・デント"   | 2014年11月17日 | 2.3/6                       | 6.49              | 1.7         | 3.77                 | 4.0          | 10.26                 |
| 10  | "幼き逃亡者"         | 2014年11月24日 | 2.3/7                       | 6.05              | 1.5         | 3.56                 | 3.8          | 9.61                  |
| 11  | "操り人形"           | 2015年1月5日   | 2.5/8                       | 7.06              | 1.3         | 3.04                 | 3.8          | 10.10                 |
| 12  | "電気処刑人"         | 2015年1月19日  | 2.2/7                       | 6.50              | 1.6         | 3.49                 | 3.8          | 9.99                  |
| 13  | "警察の闇"           | 2015年1月26日  | 2.1/6                       | 6.04              | 1.3         | 3.03                 | 3.4          | 9.07                  |
| 14  | "究極の恐怖"         | 2015年2月2日   | 1.9/6                       | 5.79              | 1.3         | 2.80                 | 3.2          | 8.59                  |
| 15  | "スケアクロウ"       | 2015年2月9日   | 1.8/6                       | 5.63              | 1.2         | 2.76                 | 3.0          | 8.39                  |
| 16  | "笑う男"             | 2015年2月16日  | 2.1/6                       | 6.19              | 1.3         | 3.06                 | 3.4          | 9.25                  |
| 17  | "レッドフード"       | 2015年2月23日  | 2.3/7                       | 6.53              | 1.3         | 3.20                 | 3.6          | 9.73                  |
| 18  | "それぞれの弱み"     | 2015年3月2日   | 2.0/6                       | 6.10              | 1.4         | 3.11                 | 3.4          | 9.21                  |
| 19  | "街に巣食う鬼"       | 2015年4月13日  | 1.5/5                       | 4.50              | 1.1         | 2.63                 | 2.6          | 7.13                  |
| 20  | "オーガの正体"       | 2015年4月20日  | 1.6/5                       | 4.44              | 1.1         | 2.85                 | 2.7          | 7.28                  |
| 21  | "狡計の行方"         | 2015年4月27日  | 1.5/5                       | 4.58              | 1.1         | 2.65                 | 2.6          | 7.23                  |
| 22  | "街の存亡"           | 2015年5月4日   | 1.7/6                       | 4.93              | 1.1         | 2.64                 | 2.8          | 7.57                  |

#### シーズン2
| No. | タイトル             | 放送日         | レイティング/シェア (18-49) | 視聴者数 (百万人) | DVR (18-49) | DVR視聴者数 (百万人) | 合計 (18-49) | 合計視聴者数 (百万人) |
| --- | -------------------- | -------------- | --------------------------- | ----------------- | ----------- | -------------------- | ------------ | --------------------- |
| 1   | "大義のために"       | 2015年9月21日  | 1.6/5                       | 4.57              | 1.2         | 2.92                 | 2.8          | 7.49                  |
| 2   | "悪の浸食"           | 2015年9月28日  | 1.6/5                       | 4.65              | 1.3         | 2.90                 | 2.9          | 7.54                  |
| 3   | "最後の笑い"         | 2015年10月5日  | 1.5/5                       | 4.33              | 1.2         | 2.78                 | 2.7          | 7.11                  |
| 4   | "アルファ部隊"       | 2015年10月12日 | 1.5/5                       | 4.17              | 1.3         | 2.64                 | 2.8          | 6.81                  |
| 5   | "粛清"               | 2015年10月19日 | 1.3/4                       | 4.19              | 1.1         | 2.43                 | 2.4          | 6.62                  |
| 6   | "運命の炎"           | 2015年10月26日 | 1.5/5                       | 4.32              | 1.1         | 2.43                 | 2.6          | 6.76                  |
| 7   | "覚醒"               | 2015年11月2日  | 1.6/5                       | 4.27              | 1.1         | 2.77                 | 2.7          | 7.04                  |
| 8   | "ブルースの決断"     | 2015年11月9日  | 1.5/4                       | 4.11              | 1.2         | 2.70                 | 2.7          | 6.81                  |
| 9   | "黒い友情"           | 2015年11月16日 | 1.5/5                       | 4.35              | 1.1         | 2.46                 | 2.6          | 6.79                  |
| 10  | "ゴッサムの息子"     | 2015年11月23日 | 1.4/4                       | 4.00              | 1.0         | 2.49                 | 2.4          | 6.49                  |
| 11  | "正義と使命"         | 2015年11月30日 | 1.6/5                       | 4.51              | 1.0         | 2.43                 | 2.6          | 6.93                  |
| 12  | "ミスター・フリーズ" | 2016年2月29日  | 1.5/5                       | 4.12              | 1.0         | 2.44                 | 2.5          | 6.57                  |
| 13  | "愛の結末"           | 2016年3月7日   | 1.5/5                       | 4.54              | 1.0         | 2.23                 | 2.5          | 6.77                  |
| 14  | "マローンという男"   | 2016年3月14日  | 1.3/4                       | 4.01              | 1.0         | 2.31                 | 2.3          | 6.32                  |
| 15  | "ニグマの罠"         | 2016年3月21日  | 1.3/4                       | 3.89              | 0.8         | 2.09                 | 2.1          | 5.98                  |
| 16  | "偽りの家族"         | 2016年3月28日  | 1.3/5                       | 3.82              | 0.8         | 1.92                 | 2.1          | 5.72                  |
| 17  | "無実の証明"         | 2016年4月11日  | 1.2/4                       | 3.71              | 0.9         | 2.07                 | 2.1          | 5.78                  |
| 18  | "パインウッド"       | 2016年4月18日  | 1.2/4                       | 3.72              | 0.9         | 2.16                 | 2.1          | 5.88                  |
| 19  | "アズラエル"         | 2016年5月2日   | 1.2/4                       | 3.59              | 0.9         | 2.18                 | 2.1          | 5.77                  |
| 20  | "放たれた悪魔"       | 2016年5月9日   | 1.2/4                       | 3.67              | 0.9         | 1.93                 | 2.1          | 5.61                  |
| 21  | "救出作戦"           | 2016年5月16日  | 1.3/4                       | 3.84              | 0.8         | 1.88                 | 2.1          | 5.72                  |
| 22  | "地下に眠る怪物"     | 2016年5月23日  | 1.2/4                       | 3.62              | 0.8         | 1.94                 | 2.0          | 5.55                  |

#### シーズン3
| No. | タイトル           | 放送日         | レイティング/シェア (18-49) | 視聴者数 (百万人) | DVR (18-49) | DVR視聴者数 (百万人) | 合計 (18-49) | 合計視聴者数 (百万人) |
| --- | ------------------ | -------------- | --------------------------- | ----------------- | ----------- | -------------------- | ------------ | --------------------- |
| 1   | "狂気の街"         | 2016年9月19日  | 1.3/4                       | 3.90              | 0.9         | 2.24                 | 2.2          | 6.14                  |
| 2   | "怪物狩り"         | 2016年9月26日  | 1.2/4                       | 3.54              | 1.0         | 2.39                 | 2.2          | 5.93                  |
| 3   | "催眠術師"         | 2016年10月3日  | 1.0/3                       | 3.19              | 0.8         | 2.05                 | 1.8          | 5.24                  |
| 4   | "復讐の狼煙"       | 2016年10月10日 | 1.1/3                       | 3.42              | n/a         | 1.82                 | n/a          | 5.24                  |
| 5   | "レッドフード再び" | 2016年10月17日 | 1.2/4                       | 3.32              | 0.7         | 1.88                 | 1.9          | 5.21                  |
| 6   | "白ウサギ"         | 2016年10月24日 | 1.1/4                       | 3.48              | 0.7         | n/a                  | 1.8          | n/a                   |
| 7   | "赤の女王"         | 2016年10月31日 | 1.0/3                       | 3.16              | 0.8         | 2.06                 | 1.8          | 5.22                  |
| 8   | "ウイルスの囁き"   | 2016年11月7日  | 1.2/4                       | 3.52              | 0.8         | 1.95                 | 2.0          | 5.47                  |
| 9   | "処刑人"           | 2016年11月14日 | 1.2/4                       | 3.63              | 0.7         | 1.82                 | 1.9          | 5.45                  |
| 10  | "破滅の足音"       | 2016年11月21日 | 1.1/4                       | 3.44              | 0.9         | 2.06                 | 2.0          | 5.50                  |
| 11  | "怪物の覚醒"       | 2016年11月28日 | 1.0/3                       | 3.37              | 0.7         | 1.70                 | 1.7          | 5.08                  |
| 12  | "過去の亡霊"       | 2017年1月16日  | 1.2/4                       | 3.69              | 0.7         | 1.62                 | 1.9          | 5.31                  |
| 13  | "蘇る狂気"         | 2017年1月23日  | 1.2/4                       | 3.60              | 0.6         | n/a                  | 1.8          | n/a                   |
| 14  | "サーカスの夜"     | 2017年1月30日  | 1.1/4                       | 3.46              | 0.7         | 1.63                 | 1.8          | 5.09                  |
| 15  | "リドラーの誕生"   | 2017年4月24日  | 1.0/4                       | 2.99              |             |                      |              |                       |
| 16  | "ペンギンの復活"   | 2017年5月1日   | 1.0/4                       | 3.02              | 0.6         |                      | 1.6          |                       |
| 17  | "梟の法廷"         | 2017年5月8日   | 1.0/4                       | 3.03              | 0.6         |                      | 1.6          |                       |
| 18  | "兵器の正体"       | 2017年5月15日  | 0.9/3                       | 2.98              | 0.7         | 1.59                 | 1.6          | 4.57                  |
| 19  | "罪と罰"           | 2017年5月22日  | 1.0/4                       | 2.92              | 0.66        | 1.66                 | 1.6          | 4.59                  |
| 20  | "放たれた凶器"     | 2017年5月29日  | 1.0/4                       | 3.03              | 0.7         | 1.72                 | 1.7          | 4.75                  |
| 21  | "本当の自分"       | 2017年6月5日   | 1.0/4                       | 3.17              | 0.7         | 1.67                 | 1,7          | 4.84                  |
| 22  | "希望の光"         | 2017年6月5日   | 0.9/4                       | 3.03              | 0.7         | 1.75                 | 1.7          | 4.78                  |

#### シーズン4
| No. | タイトル                 | 放送日         | レイティング/シェア (18-49) | 視聴者数 (百万人) | DVR (18-49) | DVR視聴者数 (百万人) | 合計 (18-49) | 合計視聴者数 (百万人) |
| --- | ------------------------ | -------------- | --------------------------- | ----------------- | ----------- | -------------------- | ------------ | --------------------- |
| 1   | 犯罪許可証               | 2017年9月21日  | 1.0/4                       | 3.21              | n/a         | n/a                  | n/a          | n/a                   |
| 2   | 恐怖の死神               | 2017年9月28日  | 0.9/3                       | 2.87              | 0.7         | 1.91                 | 1.6          | 4.77                  |
| 3   | 動き出した歯車           | 2017年10月5日  | 0.9/3                       | 2.92              | 0.7         | 1.80                 | 1.6          | 4.72                  |
| 4   | ラーズ・アル・グール     | 2017年10月12日 | 0.9/3                       | 2.75              | 0.6         | 1.72                 | 1.5          | 4.47                  |
| 5   | ソロモン・グランディ     | 2017年10月19日 | 0.9/3                       | 2.75              | n/a         | 1.75                 | n/a          | 4.50                  |
| 6   | 豚のマスク               | 2017年10月26日 | 0.9/3                       | 2.87              | n/a         | 1.74                 | n/a          | 4.61                  |
| 7   | 決別                     | 2017年11月2日  | 0.9/3                       | 2.75              | n/a         | 1.57                 | n/a          | 4.32                  |
| 8   | ゴードン警部             | 2017年11月9日  | rs8 = 0.9/3                 | 2.70              | 0.7         | 1.78                 | 1.6          | 4.49                  |
| 9   | 恐怖の晩餐               | 2017年11月16日 | 0.9/3                       | 2.63              | n/a         | 1.55                 | n/a          | 4.17                  |
| 10  | 吹き荒れる嵐             | 2017年11月30日 | 0.8/3                       | 2.59              | 0.6         | 1.56                 | 1.4          | 4.15                  |
| 11  | ゴッサムの女王           | 2017年12月7日  | 0.8/3                       | 2.53              | n/a         | 1.56                 | n/a          | 4.09                  |
| 12  | ポイズン・アイビー       | 2018年3月1日   | 0.8/3                       | 2.57              | n/a         | 1.52                 | n/a          | 4.09                  |
| 13  | ラザラスの水             | 2018年3月8日   | 0.7/3                       | 2.41              | n/a         | 1.52                 | n/a          | 3.93                  |
| 14  | 和解                     | 2018年3月15日  | 0.6/2                       | 2.55              | 0.6         | 1.45                 | 1.2          | 4.00                  |
| 15  | 復讐の行方               | 2018年3月22日  | 0.7/3                       | 2.47              | 0.5         | 1.54                 | 1.2          | 4.01                  |
| 16  | 集団催眠                 | 2018年3月29日  | 0.7/3                       | 2.39              | 0.6         | 1.47                 | 1.3          | 3.86                  |
| 17  | Mandatory Brunch Meeting | 2018年4月5日   | 0.7/3                       | 2.53              | 0.6         | 1.43                 | 1.3          | 3.97                  |
| 18  | ジェローム・ショー       | 2018年4月12日  | 0.7/3                       | 2.37              | n/a         | 1.49                 | n/a          | 3.85                  |
| 19  | ラーズの復活             | 2018年4月19日  | 0.6/3                       | 2.18              | 0.5         | 1.36                 | 1.1          | 3.54                  |
| 20  | もう一つの顔             | 2018年5月3日   | 0.6/2                       | 1.94              | 0.5         | 1.36                 | 1.1          | 3.30                  |
| 21  | 最悪の一日               | 2018年5月10日  | 0.7/3                       | 2.21              | n/a         | 1.27                 | n/a          | 3.48                  |
| 22  | 闇と光                   | 2018年5月17日  | 0.6/3                       | 2.20              | 0.5         | 1.27                 | 1.1          | 3.47                  |

### 批評家の反応
Rotten Tomatoesでは第1シーズンは86件の批評家レビューで支持率が90%、平均点は7.3/10となった。Metacriticでは34件のレビューで加重平均値は71/100となり、「概ね好意的なレビュー」と判定された。

### 受賞歴
| 年   | 賞                                 | 部門                                                      | 対象                                                                  | 結果       | 参照            |
| ---- | ---------------------------------- | --------------------------------------------------------- | --------------------------------------------------------------------- | ---------- | --------------- |
| 2014 | 批評家選出テレビ賞                 | エキサイティング新シリーズ賞                              | 『GOTHAM/ゴッサム』                                                   | 受賞       | [ 225 ]         |
| 2015 | 全米撮影監督協会                   | レギュラーシリーズ・エピソード賞                          | クリストファー・ノアー "Spirit of the Goat"                           | ノミネート | [ 226 ] [ 227 ] |
| 2015 | 全米撮影監督協会                   | テレビ映画・ミニシリーズ・パイロット賞                    | デヴィッド・ストックトン 「正義の消えた街」                           | ノミネート | [ 226 ] [ 227 ] |
| 2015 | 美術監督組合賞                     | 1時間ピリオド・ファンタジーシングルカメラテレビシリーズ賞 | ダグ・クラナー 「正義の消えた街」、「セリーナ・カイル」、「アーカム」 | ノミネート | [ 228 ] [ 229 ] |
| 2015 | グレイシー賞                       | ドラマ賞                                                  | 『GOTHAM/ゴッサム』                                                   | 受賞       | [ 230 ]         |
| 2015 | モーションピクチャー音響編集者協会 | テレビ短編音楽賞                                          | アシュレー・レヴェル "Lovecraft"                                      | ノミネート | [ 231 ] [ 232 ] |
| 2015 | NAACPイメージ・アワード            | ドラマシリーズ助演女優賞                                  | ジェイダ・ピンケット＝スミス                                          | ノミネート | [ 233 ]         |
| 2015 | ピープルズ・チョイス・アワード     | 新テレビドラマ賞                                          | 『GOTHAM/ゴッサム』                                                   | ノミネート | [ 234 ] [ 235 ] |
| 2015 | ピープルズ・チョイス・アワード     | 新テレビシリーズ男優賞                                    | ベンジャミン・マッケンジー                                            | ノミネート | [ 234 ] [ 235 ] |
| 2015 | ピープルズ・チョイス・アワード     | 新テレビシリーズ女優賞                                    | ジェイダ・ピンケット＝スミス                                          | ノミネート | [ 234 ] [ 235 ] |
| 2015 | サターン賞                         | スーパーヒーロー原作テレビシリーズ賞                      | 『GOTHAM/ゴッサム』                                                   | ノミネート | [ 236 ]         |
| 2015 | サターン賞                         | テレビシリーズ若手俳優賞                                  | キャムレン・ビコンドヴァ                                              | ノミネート | [ 236 ]         |